# Schnee im Frühling

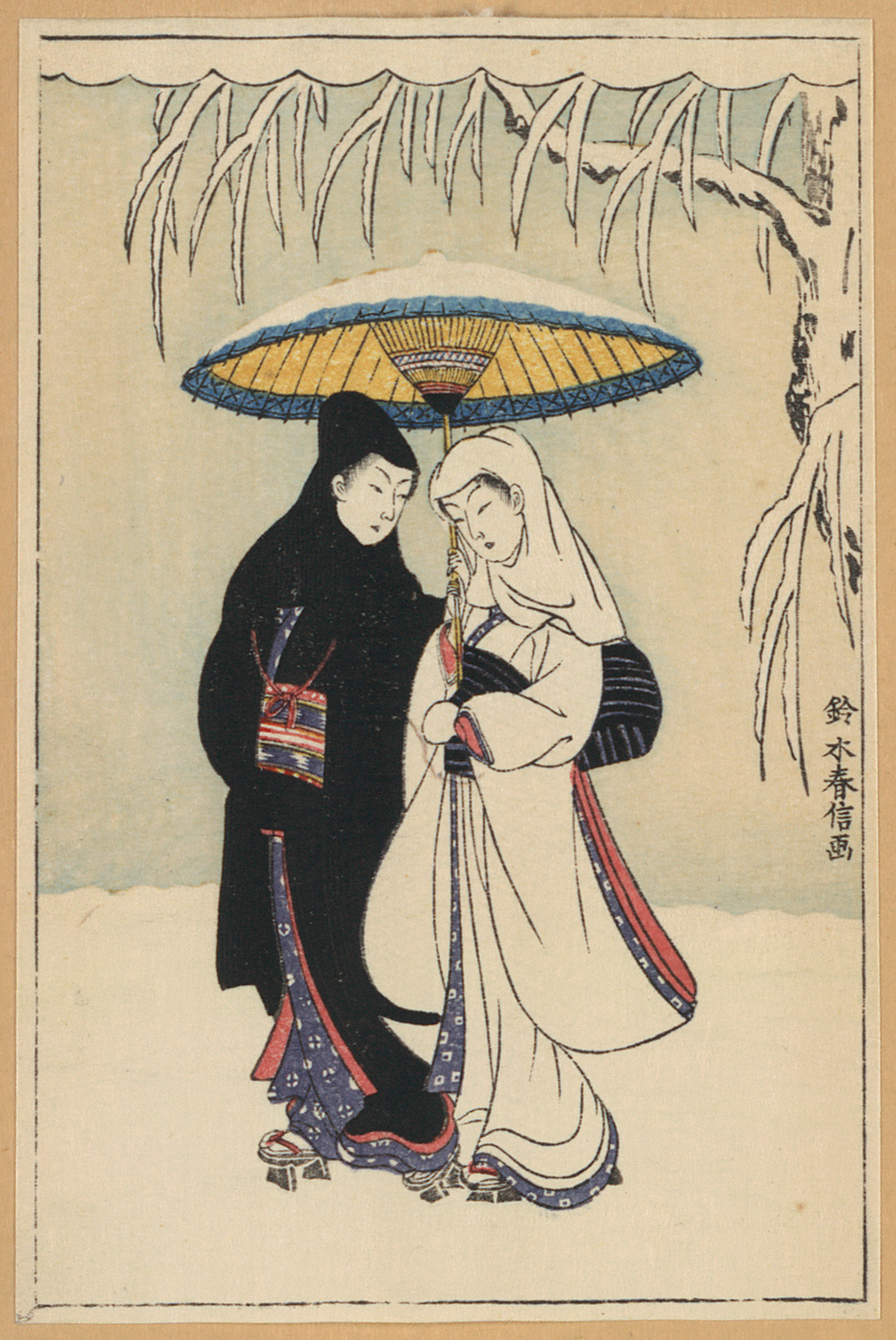
Primär handelt es sich bei Schnee im Frühling um einen Liebesroman in den Anfängen der Taishō-Zeit.

Schnee im Frühling (jap. 春の雪, Haru no Yuki) ist der fünfzehnte Roman des japanischen Schriftstellers Yukio Mishima und erster Band der Tetralogie Das Meer der Fruchtbarkeit. Er erschien am 5. Januar 1969 bei Shinchosha und gilt als Meisterwerk der Nachkriegsliteratur.
Primär ist Schnee im Frühling ein Liebesroman und Mishimas Version der Tragödie Romeo und Julia von William Shakespeare. Er erzählt die Geschichte zweier Aristokraten, des 18-jährigen Kiyoaki und der 20-jährigen Satoko, die sich ineinander verlieben und trotz Satokos bevorstehender Hochzeit mit einem Prinzen eine Affäre beginnen. Ihre Beziehung fordert dadurch nicht nur ihre Verwandtschaft, sondern den Kaiser persönlich, sowie die bestehende gesellschaftliche Ordnung des imperialistischen Japans. Als Satoko schwanger wird und ihr Kind auf Drängen ihrer Verwandten abtreiben muss, zerbricht die verbotene Beziehung der jungen Liebenden. Satoko flieht vor ihrer Verantwortung gegenüber der kaiserlichen Familie in ein Kloster und Kiyoaki, verzweifelt, seine Geliebte wiederzusehen, stirbt infolge einer Krankheit; vermutlich verursacht durch seine hoffnungslose Liebe zu Satoko.
Wie die meisten Werke Mishimas behandelt Schnee im Frühling bisweilen düstere, tabuisierte Themen wie Suizid, Zwangsehen, Pädophilie, Gewalt, Machtmissbrauch und Mobbing. Primär ist es jedoch als politische und soziologische Abhandlung zu verstehen.
Schnee im Frühling wurde von kontemporären und neuen Kritikern als vielschichtiger Roman bezeichnet und ist bis heute Gegenstand zahlreicher, zum Teil widersprüchlicher, Interpretationen. Konsens besteht insofern, dass Mishima anhand des Romans – und folgend der gesamten Tetralogie – den westlichen Einfluss auf Japan und dessen Wandel von einer feudalistischen, patriarchalen und aristokratischen Gesellschaft in eine moderne Demokratie demonstriert. Durch seine historische Akkuratesse – Mishima war für die Tetralogie viele Jahre zu Forschungszwecken auf Reisen – ist der Roman als soziologische Abhandlung besonders informativ. Des Autors selbst erklärtes, ambitioniertes Ziel war es, die gesamte Entwicklung Japans innerhalb des 20. Jahrhunderts durch die Romanreihe einzufangen. Der Schriftsteller Paul Theroux nannte sie in diesem Kontext „die vollständigste Darstellung vom Japan des 20. Jahrhunderts.“
Die deutsche Erstübersetzung erschien 1985 als Hardcover beim Carl Hanser Verlag sowie 1987 als Taschenbuch beim Goldmann Verlag. Im selben Jahr erschien mit Unter dem Sturmgott der Nachfolger und zweite Band der Tetralogie.

## Handlung

### Kapitel 1–5 (Kennenlernen)

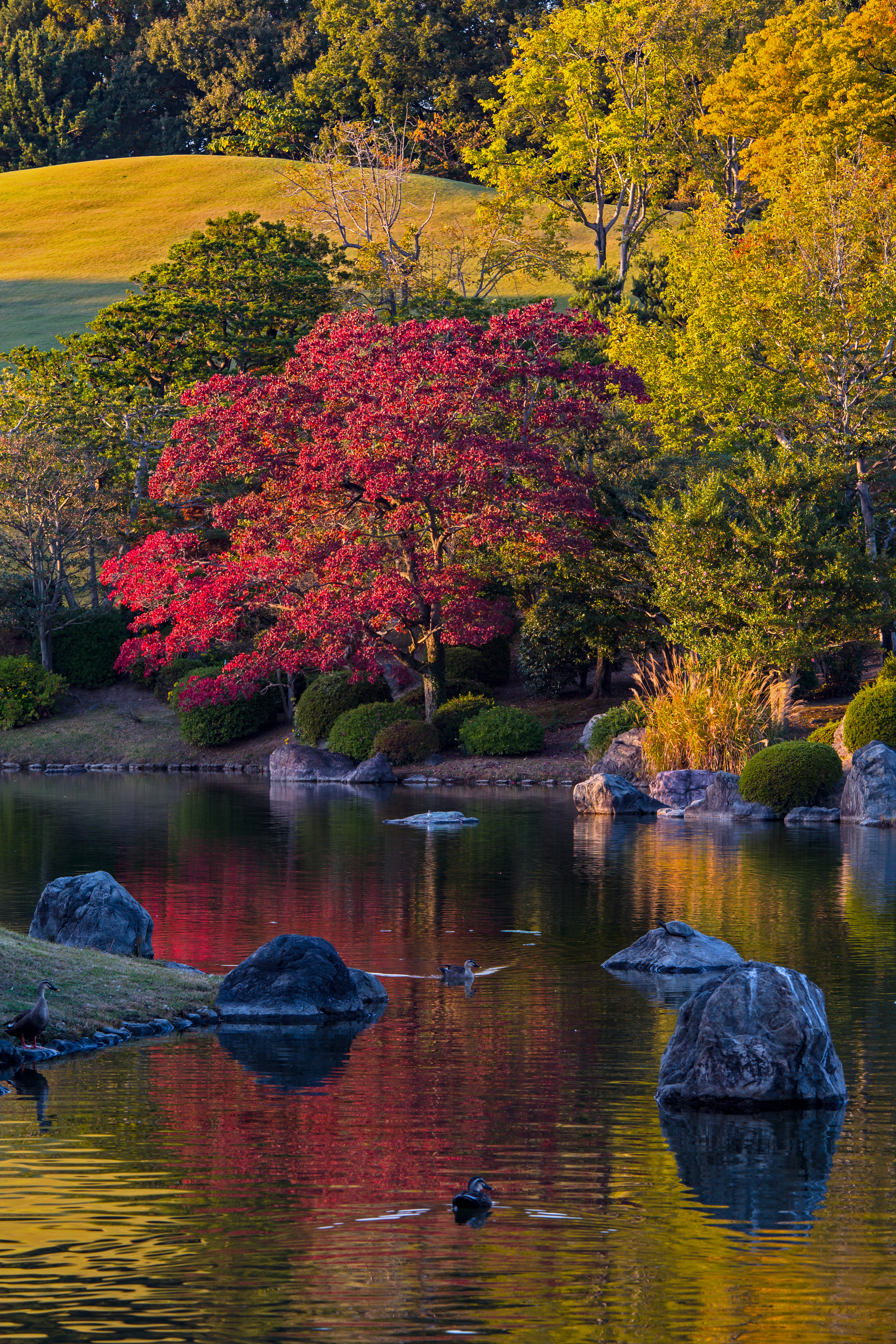
Kiyoaki und Satoko treffen sich nach vielen Jahren an einem See in der Nähe des Matsugae-Anwesens wieder.

Die Geschichte beginnt im Oktober 1912: Das Adelshaus Matsugae freut sich auf das anstehende Neujahrsfest im Kaiserpalast Tokio, auf dem der 18-jährige Kiyoaki Matsugae als kaiserliche Assistenz das Kleid der Kaiserin anheben und präsentieren soll. Die Frauen des Matsugae-Klans präsentieren sich stets aufreizend, mit weißgeschminkten Gesichtern, exzentrischen Haarstilen, strengem Parfüm und farbenfrohen Kleidern. Kiyoakis Vater, Marquis Matsugae, schwärmt von der Aufmerksamkeit, die sein Sohn durch seine atemberaubende Schönheit erlangt. Seine Begeisterung beginnt jedoch zu schwinden und entwickelt sich zunehmend in Unbehagen, als er Kiyoaki vermehrt mit seinen Brüdern vergleicht, die im Russisch-Japanischen Krieg ihre Leben für das Japanische Kaiserreich ließen. Ihre „Männlichkeit“ ist in einer alten Fotografie aus dem Jahr 1904 verewigt, das die Matsugae-Familie nach ihrem Opfer von den Streitkräften überreicht bekam.
Kiyoakis geheime Obsessionen isolieren ihn von seinen Schulkameraden. Lediglich mit dem ruhigen Außenseiter Honda unterhält er eine innige Freundschaft. Honda besucht Kiyoaki regelmäßig auf dem Familienanwesen, stört sich aber daran, dass die Initiative nie durch Kiyoaki ergriffen wird. Er überredet seinen zurückgezogenen Freund zu einem Ruderbootausflug und beide paddeln zu einer kleinen Insel inmitten eines schönen Sees am Anwesen. Während der Bootsreise wird Hondas pragmatische Ader deutlich. Kiyoaki ist in gewisser Weise das genaue Gegenteil zu ihm: Er ist ein Freigeist und für sein Alter überraschend unreif. Anstatt die Dinge durchzudenken, wie Honda es tut, lässt sich Kiyoaki schnell durch seine Emotionen leiten und handelt deshalb häufig unüberlegt und impulsiv.
Die beiden Männer bemerken eine lachende Frauengruppe, die in der Nähe eines Wasserfalls in einem Teich badet. Kiyoaki ist wie angefixt von einer attraktiven, jungen Frau in einem aquamarinen Kimono und realisiert, dass es sich um seine Kindheitsfreundin Satoko handelt, die er seit vielen Jahren nicht mehr gesehen hat. Er springt aus dem Busch heraus, in dem er sich mit Honda versteckt hat und ruft Satoko nach; beide kommen ins Gespräch und ihre scheinbare Gleichgültigkeit gegenüber Kiyoakis Schönheit weckt sein Interesse. Der Leser erfährt von der Beziehung der beiden: beide sind in den Adel geboren und gemeinsam aufgewachsen, da ihre Familien eng miteinander befreundet waren. Satoko schließt sich den Männern an und auf der Rückreise sehen sie die Äbtissin von Gesshu, eine Großtante Satokos. Zusammen mit einer Gruppe Jugendlicher beobachten sie, wie die Leiche eines Hundes das Wasser am Wasserfall staut und entscheiden sich, ihn zu begraben. Honda schaufelt das Grab und Kiyoaki und Satoko pflücken Blumen. Beim Klettern richtet sich Kiyoakis volle Aufmerksamkeit auf Satokos zaghafte Hüften und ihre glänzenden Augen, die er nie zuvor wahrgenommen hat. Sie bemerkt seine angetanen Blicke, lächelt und ärgert ihn: „Was tätest du, wenn ich ganz plötzlich nicht mehr hier wäre?“
Satokos Neigung, in Rätseln zu sprechen, verträgt sich nicht mit Kiyoakis Unsicherheiten und im Moment, als ihr die Worte über die Lippen gehen, sorgt er sich schon darum, was sie mit der Frage meinte. Kiyoakis Hingabe zu Satoko wird überlagert durch eine Konversation mit Honda in seiner Schule; die Äbtissin hielt im Matsugae-Anwesen eine Rede über Vijñānavāda, einer Lehre des Hossō-shū-Buddhismus, nach der alle wahrnehmbaren Phänomene nur auf Grundlage des Geistes entstehen und folglich nur Projektionen sind. Sie nennt die Parabel eines schlafenden Mannes, der durstet und deshalb Wasser aus einem naheliegenden Loch trinkt. Es schmeckt klar und erfrischend. Am Morgen sieht er, dass es sich bei dem Getränkgefäß um einen menschlichen Schädel handelte. In seinem neuen Wissen könne der Mann vermutlich nie wieder aus dem Schädel trinken. Dies sei ein Beweis dafür dass die Signifikanz eines Objektes gänzlich von der subjektiven Wahrnehmung des Beobachtenden abhängt. Kiyoaki hört ihr kaum zu. In Gedanken ist er nur noch bei Satoko und sein Antlitz wird gestresst und depressiv.
Beim Abendessen mit seinen Eltern und einem philosophischen Gespräch über Divination erfährt Kiyoaki davon, wie Satoko die Hochzeit mit einem neureichen Sprosse abgelehnt hat. Narzisstisch nimmt er an, der Grund für die gescheiterte Hochzeit sei Satokos versteckte Liebe für ihn. Seine freudige Erregung wird von seinen Eltern nicht bemerkt. Marquis Matsugae lädt seinen Sohn auf ein Billardspiel ein und kündigt ihm die Ankunft zweier siamesischer Prinzen an, die seiner Schule beitreten und für einige Tage im Anwesen wohnen werden. In einer kalten Novembernacht spaziert Marquis mit seinem Sohn zu dem Haus seiner Geliebten; als er Kiyoakis fehlendes Interesse an Frauen bemerkt, beginnt er sich zu sorgen und bietet ihm an, eine Feier für ihn und seine Freunde mit mehreren Geishas zu veranstalten. Kiyoaki lehnt das Angebot ab und läuft alleine zurück zum Anwesen. Die Nacht fängt er intensiv an zu Schwitzen und denkt nur noch an Satoko. Der Leser erfährt, dass Kiyoaki drei direkt untereinander platzierte Muttermale auf der linken Seite seines Rückens hat: der Fakt wird in den späteren Bändern der Tetralogie aufgegriffen.

### Kapitel 6–10 (Ankunft der Prinzen)

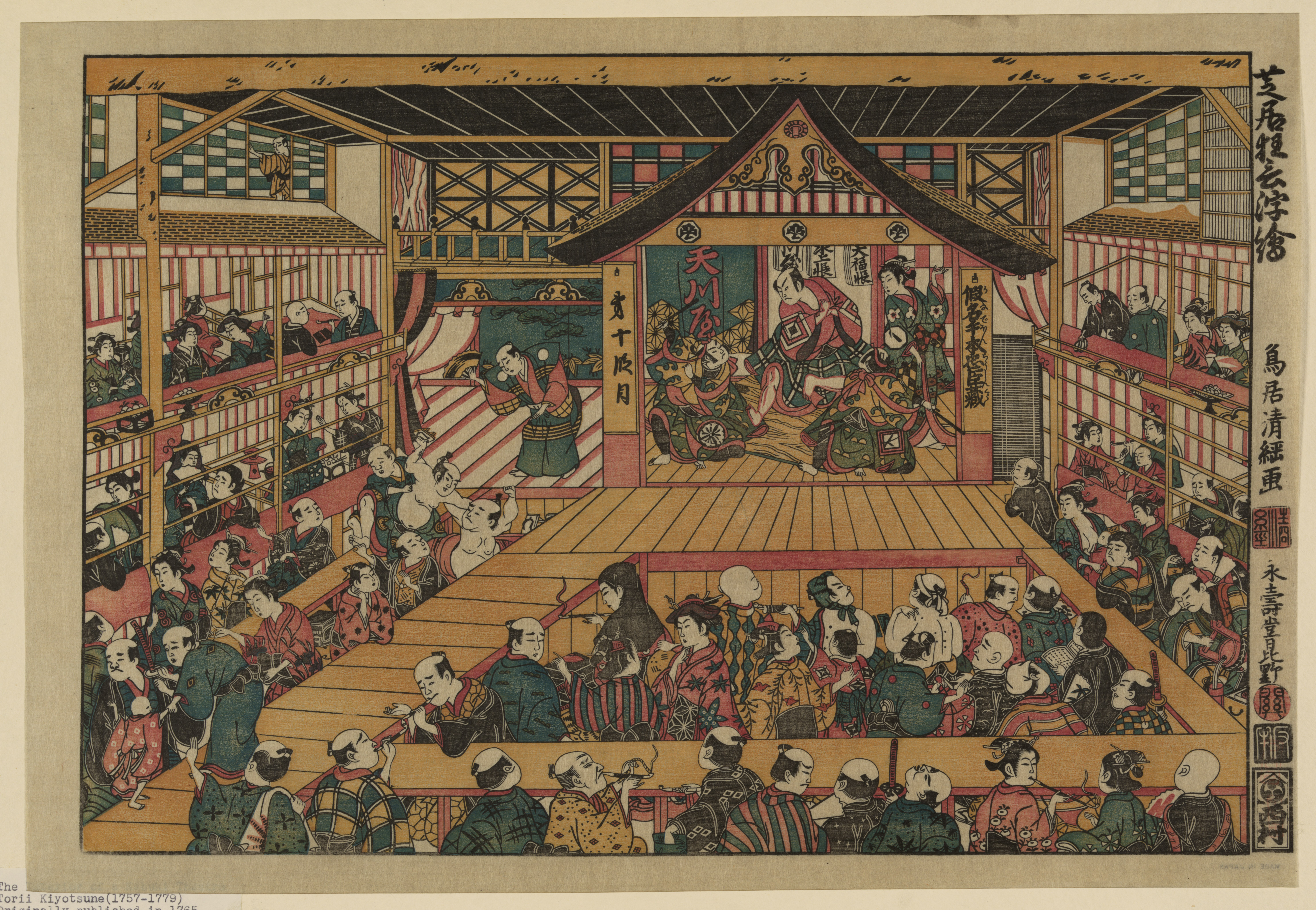
Zusammen mit den Prinzen, Honda und Satoko besucht Kiyoaki Kabuki-Aufführungen in Tokio.

Die beiden siamesischen Prinzen – Prinz Pattanadid, jüngerer Bruder von Vajiravudh, und Prinz Kridsada, Enkel von Mongkut – kommen an der Matsugae-Residenz an. Sie sind Cousins, beide 18 Jahre alt wie Kiyoaki und sprechen fließend Englisch. Bevor sie im Frühjahr ihren Schulalltag antreten, möchten sie aber noch Japanisch lernen. Kiyoaki versteht sich vor allem mit Prinz Pattanadid, in dessen träumerischer und wechselhafter Natur er sich wiederfindet. Seine Sehnsucht nach Satoko wird stärker und wütend schreibt er einen Brief, in welchem er sie wüst beschimpft und anlügt. Er behauptet, seine Jungfräulichkeit an eine Geisha verloren zu haben und prangert ihre Kommunikation in „Rätseln“ an; solche Unaufrichtigkeiten seien typisch für Frauen. Schon im Moment, an dem er den Brief lossendet, bereut er sein impulsives Verhalten. Er ruft Satoko an und bittet sie, den Brief zu zerreißen, bevor sie ihn liest. Satoko verspricht es ihm und akzeptiert sein Angebot, eine Theateraufführung im kaiserlichen Theater mit ihm zu besuchen. Kiyoaki sendet ihr ihre Eintrittskarte und die ihrer Mutter per Post. Ihre Plätze bucht er bewusst in der Nähe, aber nicht benachbart zu den Sitzen von ihm, den siamesischen Prinzen und Honda. Er möchte das Zusammentreffen mit ihr für seine Freunde als „Zufall“ aussehen lassen.
Während seiner Hausaufgaben reflektiert Honda, wie sein Haus zwar japanisch geschmückt ist, seine Familie selbst aber vor allem westliche Attitüden und Präferenzen an den Tag legt. Er vermutet den Ursprung dafür in seinem Vater, der Rechtswissenschaften in Deutschland studiert hat und dort ein Faible für die Teutonen entwickelte. Im Kontrast dazu erscheint Kyoakis Anwesen nach außen westlich beeinflusst, seine Familie hingegen lebt nach strikten japanischen Werten und Eigenheiten. Er ruft sich die Beerdigung seiner Großmutter in Erinnerung, deren Ableben durch das lebhafte Gerede seiner Verwandten gestört wurde. Seine Cousine zweiten Grades, Fusako, fiel ihm durch Fatigue in seinen Schoß und schlief dort gemütlich. Hondas erregte Stimmung wurde erst gestört, als seine Mutter, seine Tante und sein Onkel den Raum betraten und die beiden auseinanderrissen. Honda schlussfolgert, seine Gefühle für Fusako seien „tiefgehender als die bloße Sehnsucht nach Liebelei.“ Er beginnt, sich für die indische Lehre des Manusmriti zu interessieren.
Kiyoaki nimmt die beiden Prinzen zu verschiedenen Kabuki-Aufführungen mit und seine Angstzustände verstärken sich, als er dort auf Satoko trifft. Er stellt ihr die Prinzen vor und redet sich ein, dass er sie doch scheinbar nicht zu lieben scheint. Honda hingegen ist verzaubert von Satokos Schönheit und Charme. Obwohl Kiyoaki sich sicher zu sein scheint, nichts für Satoko zu empfinden, untersucht er akribisch jede ihrer Gesten auf Hinweise, ob sie seinen Brief gelesen hat oder nicht. Als er Satokos Komplimente an die Prinzen übersetzt, ändert sich seine Gefühlslage schlagartig und er findet sich wieder im Bann der Schönheit ihrer Augen.
Kiyoakis Hauslehrer Iinuma beschwert sich bei seinen Freunden über dessen Motivationslosigkeit in den schon sechs Jahre währenden Unterrichtseinheiten. Er wundert sich, dass Kiyoaki seine mangelnde Begeisterung für die Schule nicht mit anderen Tätigkeiten wie Sport kompensieren möchte. Auch die Freundschaft zu Honda frustriert ihn, der Kiyoaki trotz seiner vielen Fehler akzeptiert und nicht zu mehr Leistung drillt. Er betete mehrfach am Familienschrein, dass sein Plan, in Kiyoaki den Wunsch nach Männlichkeit und harter Arbeit zu erwecken, eines Tages glücken wird; jedes Mal ohne Erfolg. Im stark angetrunken Zustand bricht Iinuma weinend zusammen. Der Grund ist nicht nur Kiyoaki, sondern auch seine Erkenntnis, nur durch kleine Mädchen sexuell erregt zu werden. Seine Pädophilie und das Scheitern, zu Kiyoaki durchzudringen, erwecken in ihm den Glauben, die irdische Welt sei egoistisch.
Satoko und ihre Bedienstete Tadeshina reisen für das Neujahrsfest zum Matsugae-Anwesen. Kiyoaki fragt Tadeshina angespannt, ob Satoko seinen Brief gelesen hat, doch diese beruhigt ihn: auf Satokos Anweisungen habe sie den Brief schon verbrannt, bevor Satoko ihn überhaupt in die Hände bekommen konnte. Beruhigt setzt sich Kiyoaki zu Satoko und stößt unter einer immergrünen Pflanze mit Sake auf das Neue Jahr an. Im beschwipsten Zustand gesteht sie ihm, wie glücklich sie ist, bei ihm zu sein und sagt, wieder in Rätseln gesprochen, dass das neue Jahr ihre echten Gefühle offenlegen wird.
Kiyoaki sucht Iinuma auf und erzählt ihm von den Gerüchten der Hausdamen, er habe der jungen Bediensteten Miné einen Liebesbrief zugesteckt. Iinuma fängt zu weinen an und bittet Kiyoaki, seinem Vater nichts von der Affäre zu erzählen, da sonst er und Miné gefeuert werden. Kiyoaki verspricht ihm, stillschweigen zu bewahren, unter der Bedingung, dass sich Iinuma und Tadeshina mit ihm „verbünden.“

### Kapitel 11–15 (Erste Liebe)

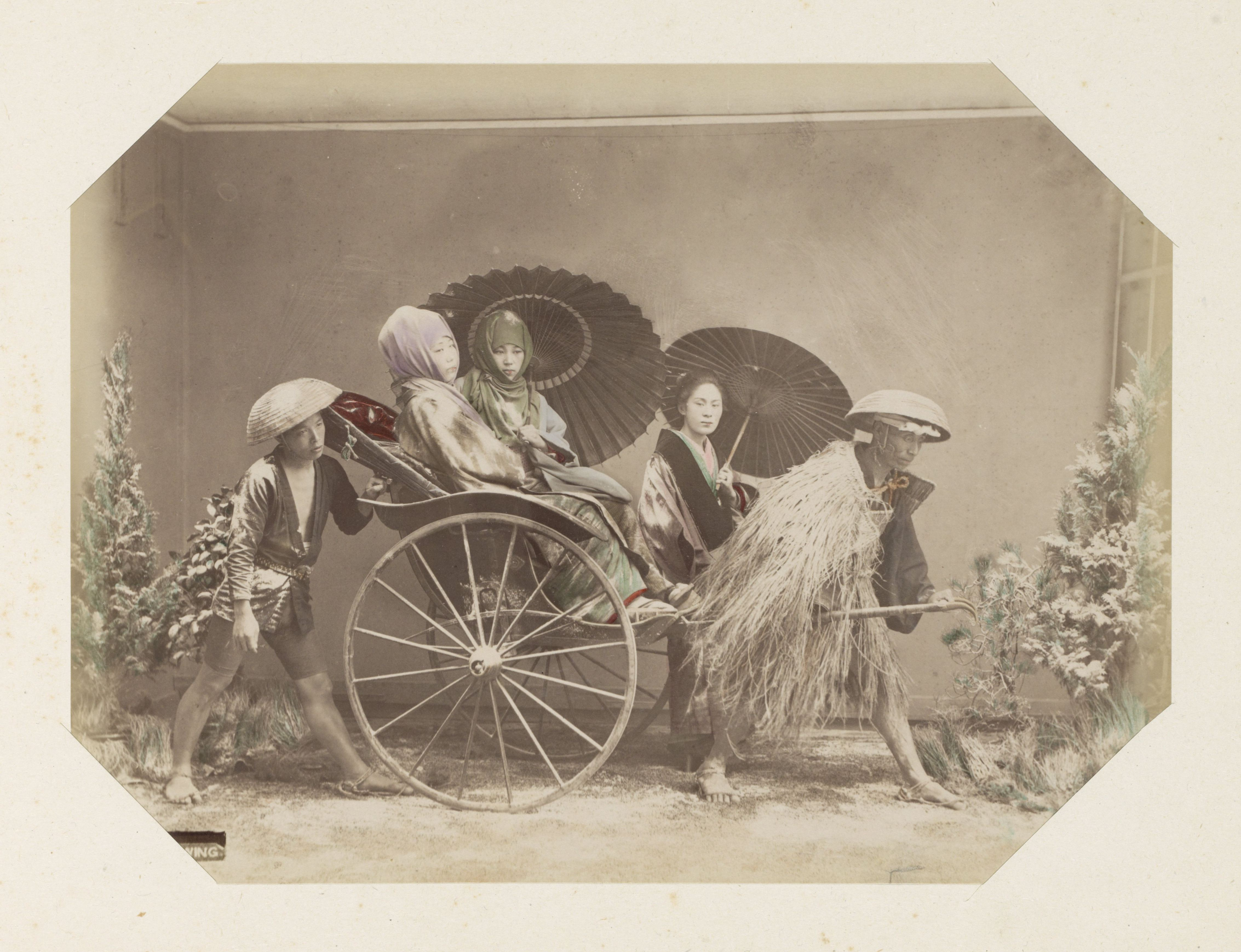
Auf einer Rikscha-Fahrt im Hochschnee kommen sich Kiyoaki und Satoko das erste Mal näher.

Kiyoaki hat einen lebhaften Traum, in dem er den Smaragdring von einem der siamischen Prinzen klaut. Als er tief in den Ring blickt, sieht er das Gesicht einer Frau und wacht erschrocken auf. Durch den nunmehr unterwürfigen Iinuma bekommt er die Nachricht überliefert, Satoko wolle mit ihm gemeinsam die Schule schwänzen, um im Schnee zu spielen. Kiyoaki beauftragt Iinuma, eine Rikscha für zwei Personen zu beauftragen und Satoko Bescheid zu geben.
Als Satoko die Rikscha betritt, ist er erneut von ihrer strahlenden Schönheit bezaubert. Sie kuschelt sich mit Kiyoaki unter eine Decke und beide fangen an, sich leidenschaftlich zu küssen. Die restliche Rikschafahrt sitzen sie schweigsam nebeneinander, bis Satoko die Ruhe durchbricht und bittet, nachhause gefahren zu werden. Kiyoaki stimmt zu, bereut aber direkt, ihr die Kontrolle über die Situation überlassen zu haben.
Der Leser erfährt von Kiyoakis Traumtagebuch, in dem mehrere Visionen gelistet sind, die sich in den späteren Bändern der Tetralogie bewahrheiten sollten. Beim Passieren des Dritten Azabu-Regimentes beginnt er die Geister tausender Soldaten zu sehen, die die Fotografie des Russisch-Japanischen Krieges nachstellen. Auch Honda hat ähnliche Visionen, als er den leeren Tisch seines schwänzenden Freundes sieht.
Am nächsten Tage trifft sich Kiyoaki mit Honda an der Schule und beichtet ihm, unter dem Vorwand einer Erkältung die Schule geschwänzt zu haben. Beide geraten in einen langen philosophischen Dialog: Honda bemerkt, individuelle Persönlichkeiten seien auf lange Sicht für die Geschichte bedeutungslos und dass zukünftige Generationen die älteren Generationen nach einiger Zeit pauschalisieren werden, als ob es in dieser keine Meinungsverschiedenheiten gegeben hätte. Sie verglichen die wechselnde japanische Gesellschaft mit westlichen Kulturen, die glauben, Menschen könnten ihren Willen auferlegen. Honda schlussfolgert, wer an Änderungen glaubt, muss auch an die Macht des Willens glauben. Honda glaubt an diese aber nicht, sondern schlussfolgert, das Leben sei durch Schicksal bestimmt.
Am selben Nachmittag, bevor Iinuma das Anwesen für seine Juravorlesungen verlässt, ruft ihn Kiyoaki in sein Zimmer und drückt ihm den Schlüssel zur Bibliothek seines Vaters in die Hand. Er erzählt ihm, dass Tadeshina Miné Bescheid gegeben hat, am Abend leicht an der Eingangstür zu klopfen. Miné tut wie gesagt, Iinuma lässt sie in den Raum und beide haben leidenschaftlichen Sex. Während des Aktes hören sie die Ratten auf dem Dach haschen.
Kiyoaki bekommt einen liebevollen Brief von Satoko, in dem sie von der gemeinsamen Rikschafahrt schwärmt und ihren Wunsch äußert, für immer mit ihm zu sein. Nach der Fahrt hatte Kiyoaki tatsächlich das Gefühl, seine Gefühle würden schwinden; erst durch den Brief wird seine Sehnsucht nach Satoko wieder geweckt. Er grübelt mehrere Stunden lang, wie sein Antwortbrief auszusehen hat. Nach mehreren verworfenen Versuchen ist er derart von sich und seiner Hingabe angeekelt, dass er sich entscheidet, einen simplen „jugendlichen“ Brief zu senden, in dem er seine Freude am gemeinsamen Kuss schildert.

### Kapitel 16–20 (Erste Krise)

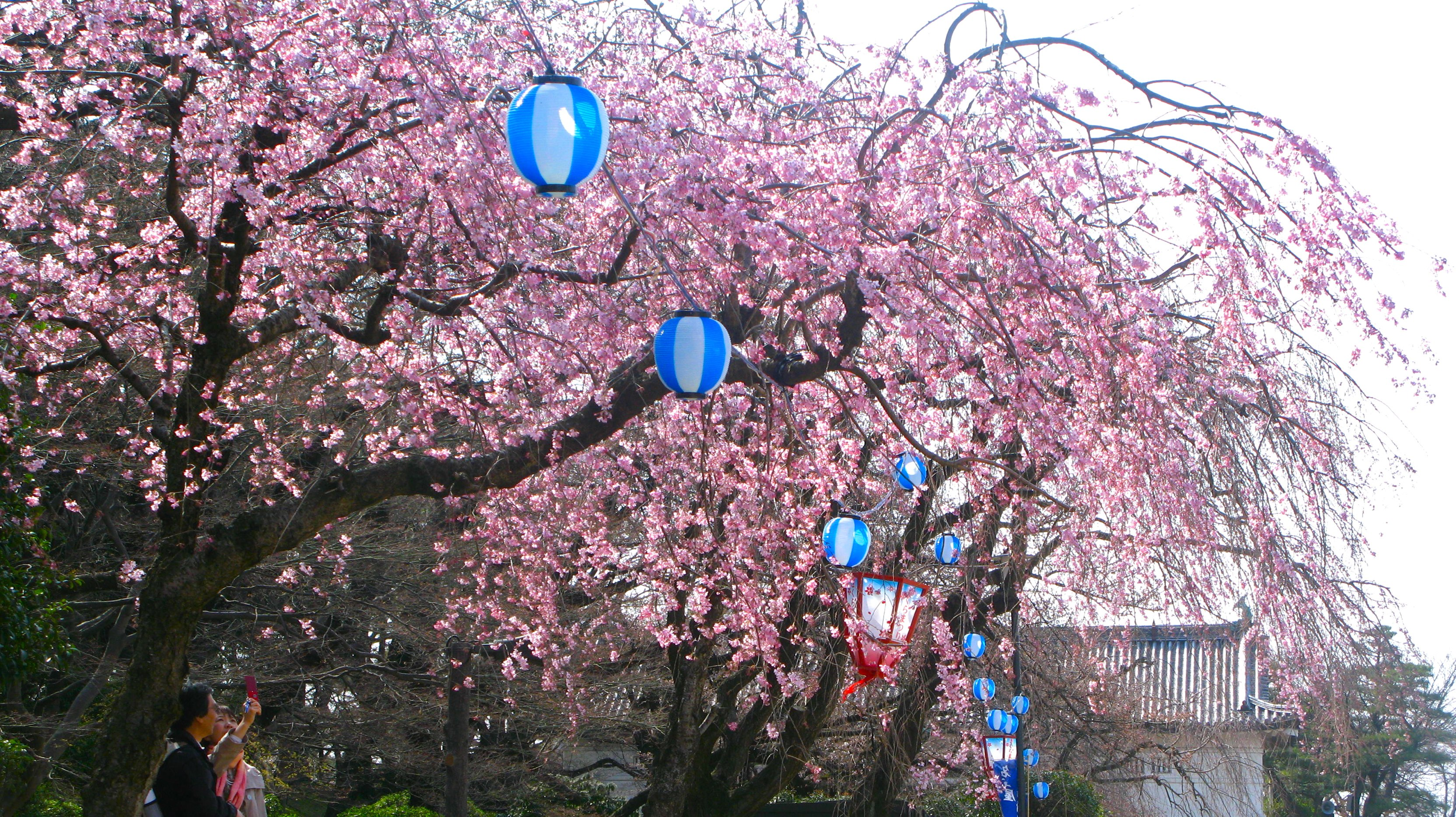
Auf dem Hanami, dem Kirschblütenfest, beginnt die junge Liebe zu kriseln.

Enttäuscht entscheidet die Matsugae-Familie drei geplante Frühlingsveranstaltungen – das Hina-Matsuri im März, das Hanami im April und Shintō-Fest im Mai – nur noch im privaten Kreis abzuhalten. Die staatlich angeordnete Trauerperiode über den Tod von Kaiser Meiji ist noch nicht verstrichen. Seine neu gewonnene Zeit nutzt Kiyoaki, um seine verwitwete Großmutter auf ihrem Anwesen zu besuchen. Um seiner Trägheit entgegenzuwirken, versucht sie ihn für Judo und Fechten zu interessieren. Zu ihrem Sohn, Kiyoakis Vater dem Marquis, hat sie kein gutes Verhältnis. Sie verachtet seinen „protzigen“ Lebensstil und erinnert Kiyoaki daran, wie sie wegen des Todes ihrer beiden Söhne im Krieg monatlich eine Zahlung von der Regierung bekommt, aber noch keinen der Briefe geöffnet hat. Kiyoaki verspricht ihr, dass er niemals eine Uniform tragen und einen anderen Menschen im Kampf verletzten wird.
Während der kraftraubenden Vorbereitungen des Kirschblütenfestes fragt einer der siamischen Prinzen Kiyoaki, ob „seine schöne Freundin“ auch zur Feier kommt. Er bejaht es, bittet ihn aber, die Beziehung nicht vor seiner oder Satokos Familie zu erwähnen. Als Prinz Pattanadid aus dem Fenster schaut und Satoko in ihrem langärmeligen Kimono sieht, ruft er: „Da kommt sie!“ Kiyoaki drückt sich neben ihn an das Fenster und gesteht sich zum ersten Mal ein, verliebt zu sein.
Die obere Schicht der japanischen Gesellschaft reist zum Kirschblütenfest der Matsugaes, darunter Baron Shinkawa und seine Ehefrau, Eigentümer des zweiten Rolls-Royce-Geschäftes in ganz Japan. Wie die anderen Gäste, müssen auch sie früh anreisen, damit die Ankunft des kaiserlichen Ehepaares separat gefeiert werden kann. Kiyoaki hört zwei ältere Aristokraten über Satokos Schönheit reden. Verärgert sagt er ihnen, Satokos Tanzschritte seien wie die einer Geisha, formalisiert und uninspiriert. Der Klang von zwei aufeinanderschlagenden Stöcken ertönt und das Fest beginnt.
Kiyoaki und Satoko nutzen den Gunst der Stunde, um sich hinter einem großen Baum in mittlerer Distanz zum Anwesen zu verstecken. Als er versucht sie zu küssen, wehrt sie sich und bittet, sie loszulassen. Kiyoaki lässt gebrochen von ihr ab und sie küsst ihn. Während des Kusses merkt Kiyoaki, wie Satoko Tränen an der Wange herunterlaufen: „Die Wahrheit ist, Kiyo, du bist nicht mehr als ein Kind“, sagt sie und geht zurück zur Feier. Kiyoaki bleibt an seiner sensibelsten Stelle, seinem Stolz, verletzt zurück.
Nach der Feier kehrt Kiyoaki zu seinem Zimmer zurück, doch kann nicht schlafen. Er bittet Iinuma zu sich und fragt, ob er von Tadeshina irgendwelche Informationen zugespielt bekommen hat, die das Verhalten Satokos erklären würden. Iinuma verneint und erzählt ihm, dass sich das Gerücht rumspricht, Kiyoaki habe eine Feier mit Geishas abgelehnt. Außerdem hat er erfahren, dass Satoko den Brief doch gelesen hat, aber als sie von Tadeshina erfuhr, der Sex mit den Geishas sei eine Lüge gewesen, war sie überglücklich. Kiyoaki sagt Iinuma im Groll, er glaube, Satoko spiele mit seinen Gefühlen.

### Kapitel 21–26 (Die arrangierte Hochzeit Satokos)

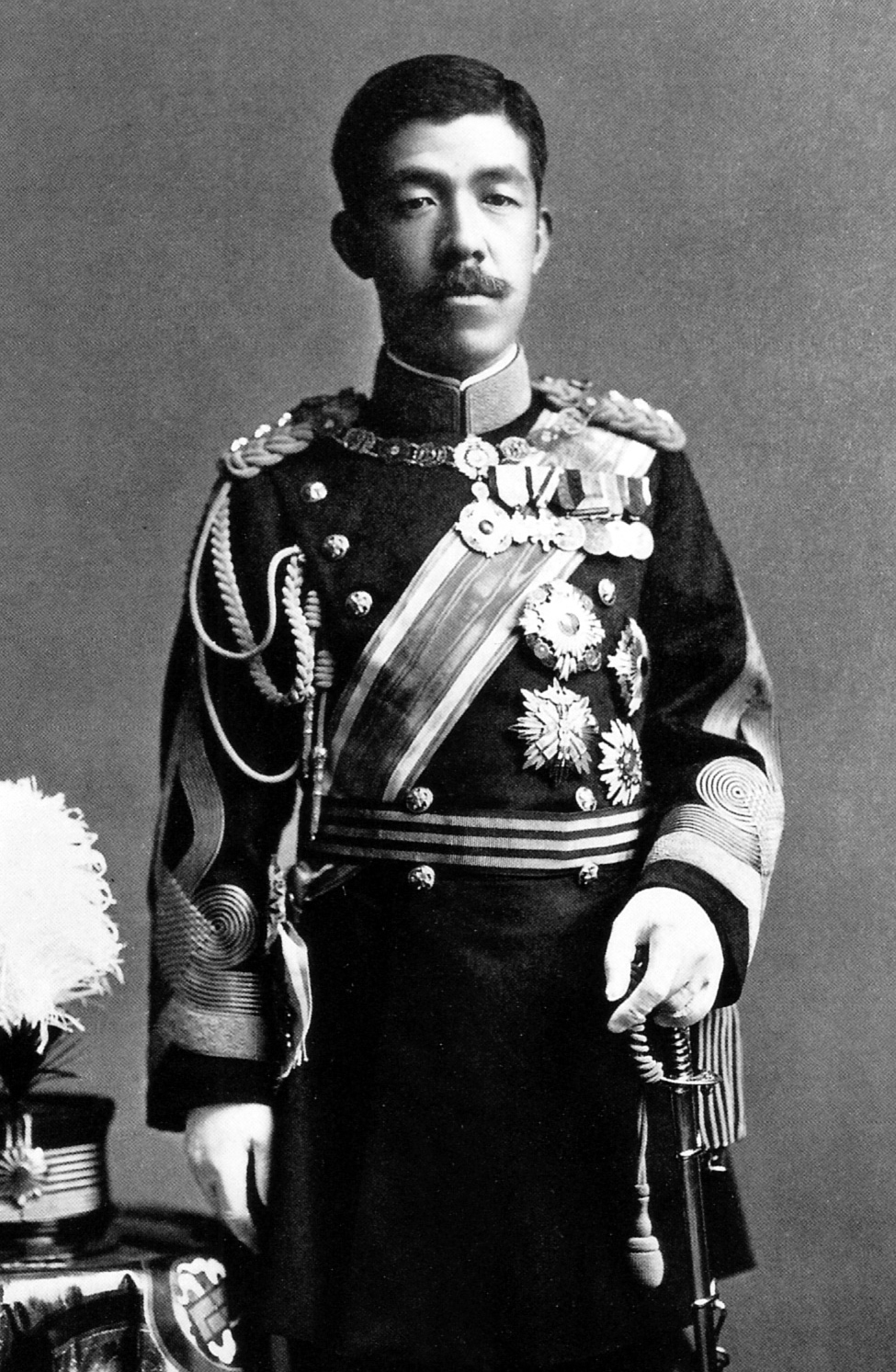
Auf Zustimmung des Tennō Toshihito darf die Hochzeit zwischen Satoko und Prinz Harunori stattfinden.

Satoko und Tadeshina versuchen mehrfach und vergeblich, Kiyoaki per Telefon zu erreichen, um ein Treffen mit Satoko zu arrangieren. Kiyoaki schließt sich in seinem Zimmer ein und weigert sich, zu reden. Er ruft Iinuma als Zeugen zu sich und verbrennt vor dessen Augen einen ungeöffneten Brief von Satoko. Am Abendessen fragt der Marquis, ob Kiyoakis Freundschaft zu Sakoto darunter leide, dass sie einen Heiratsantrag von Prinz Harunori erhalten hat. Er verneint die Frage und sagt, die beiden haben nichts miteinander zu tun. In derselben Nacht hat er einen weiteren lebhaften Traum, der Situationen in späteren Bändern widerspiegelt.
Die Toins, eine Familie des kaiserlichen Adels, möchte für ihren Sohn Prinz Harunori eine passende Braut finden. Satoko wurde auf dem Kirschblütenfest formell vorgestellt und besucht folgend die Familie auf ihrer Residenz, um den Prinzen kennenzulernen. Marquis Matsugae bietet Satokos Familie, den Ayakuras, als Zeichen seines Dankes an, die Kosten für die Hochzeit zu tragen. Satoko empfindet die Anstrengungen ihrer Eltern, Konversationen zu führen, anstrengend; auch den Prinzen, gekleidet in seiner Militäruniform, hält sie für „eine leere Hülle.“ Eine Woche nach ihrem Besuch gehen ein Gesandter der Toin-Familie und der Ayakura-Familie zum Kaiser und bitten ihn um die Gestattung der Hochzeit.
Iinuma besucht Kiyoaki in seinem Zimmer, um sich von ihm zu verabschieden. Seine Lehre sei nun um und er möchte mit Miné durchbrechen. Zu seinem Überraschen bricht Kiyoaki in Tränen aus. Am jährlichen Omiyasama-Fest wird ihm die Abwesenheit von Iinumi und Satoko erstmals bewusst. Gleichzeitig tröstet er sich damit, dass er nun endlich Kontrolle über seine Gefühle hat und damit zum Mann wurde.
Prinz Pattanadid bittet Kiyoaki, seinen Smaragdring wiederzufinden, den er von seiner Geliebten, Prinzessin Ying Chan, bei seiner Abreise aus Siam als Geschenk bekam. Die beiden Prinzen sind wegen ihrer Sprachschwierigkeiten schlecht in der Schule und fühlen immer stärker werdendes Heimweh. Zuhause angekommen erfährt Kiyoaki, dass der Kaiser der Ehe stattgegeben hat. Wie „vom Blitz getroffen“, wird Kiyoaki sich seiner tiefen Liebe zu Satoko bewusst. Er ruft eine Rikscha und fährt zum Ayakura-Anwesen. Dort kommt er mit Tadeshina ins Gespräch und betrauert, die Hochzeit finde nur wegen des widerlichen Briefes, den sie sehr wohl gelesen hat, statt. Tadeshina möchte ihn abblocken, doch Kiyoaki droht ihr, den Liebesbrief Satokos an die Familie des Prinzen zu senden. Die Drohung wirkt und Tadeshina vereinbart ein Treffen zwischen Satoko und Kiyoaki.

### Kapitel 27–32 (Beginn der Affäre)

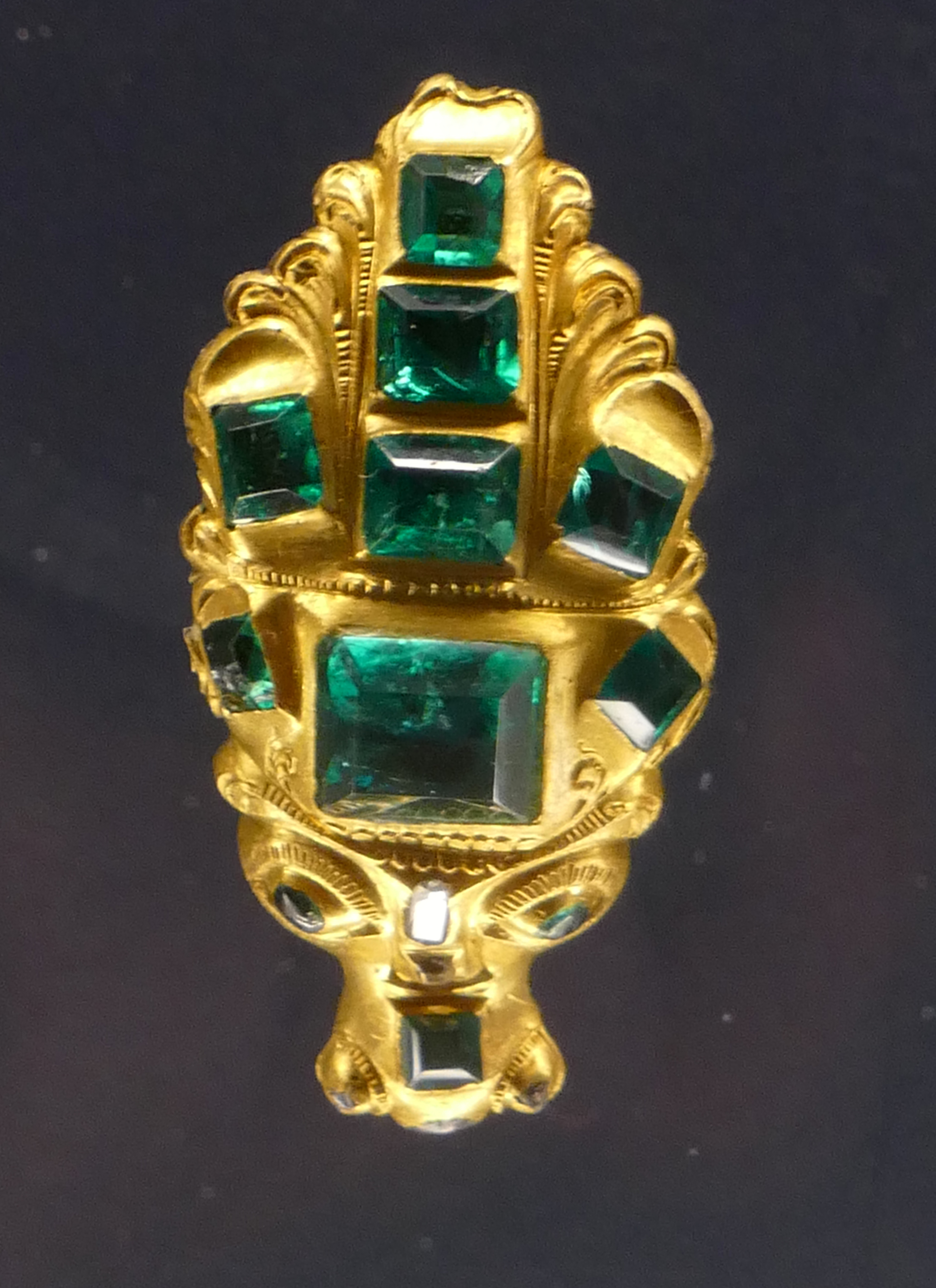
Prinz Pattanadid glaubt, ihm sei der Smaragdring seiner geliebten Prinzessin Chan gestohlen worden.

Kiyoaki und Satoko treffen sich in einem Boardinghouse in Kasumicho. Sie weigert sich zwar zunächst, aber nachdem Kiyoaki sie küsst, lässt sie sich ganz drauf ein und die beiden schlafen miteinander. Tadeshina bittet ihn später, den Brief herauszugeben, aber Kiyoaki weigert sich und sagt ihr, er brauche ihn noch, „um weitere Treffen mit Satoko sicherzustellen.“
Kiyoaki besucht Honda und erzählt ihm von seinem Treffen mit Satoko. Dieser freut sich, seinen Freund wiederzusehen und fragt ihn nach seinen Intentionen. Kiyoaki antwortet, er wolle die Affäre auf jeden Fall weiterführen, aber eine Ehe wäre wegen der königlichen Zustimmung unmöglich. Honda, mittlerweile Jurastudent, erinnert ihn, dass die Zustimmung juristisch wegen der Affäre nichtig ist. Er philosophiert über das Foto des Russisch-Japanischen Krieges und kommt zum Schluss, dass seine Generation in einem gänzlich anderen Krieg kämpft – einen Krieg der Emotionen.
Hondas Vater, ein Richter am Daishin’in, dem Obersten Gerichtshof, nimmt seinen Sohn zu Gerichtsverhandlungen mit, um ihm einen Einblick in das japanische Rechtssystem zu gewähren. Er wohnt einem Mordprozess einer Frau bei, gegen die der dringende Tatverdacht besteht, ihren Ehemann wegen einer schmutzigen Dreiecksliebe getötet zu haben. Honda realisiert, dass ein Teil seiner Faszination für Kiyoaki mit dessen rücksichtsloser, dunkler Seite zu tun hat und ihn leicht zerstören kann. Er beschließt deshalb, sich nicht mehr in Kiyoakis Intrigen einzumischen.
Prinz Pattanadid behauptet felsenfest, sein Smaragdring sei gestohlen worden, und möchte zusammen mit seinem Bruder zurück nach Siam. Seine Mitschüler haben indes wenig Verständnis für das Verhalten des Prinzen und verspotten das Tragen eines Rings als „weibisch.“ Marquis Matsugae bekommt durch Kiyoaki von dem Vorfall mit und entscheidet sich, die Prinzen zu seiner Villa am Meer einzuladen, damit sie nicht mit Groll gegen das japanische Volk zurückreisen. Dort angekommen, gehen die Prinzen, Honda und Kiyoaki wandern. Sie sprechen über Reinkarnation, ein wichtiges Konzept der Tetralogie. Am Strand geht Kiyoaki schlafen, während Honda dessen Körper bewundert. Als er aufwacht, bittet er Honda ihn zu decken, um für einige Tage mit Satoko verschwinden zu können. Dieser stimmt zu.

### Kapitel 33–38 (Schwangerschaft)
Mit der Hilfe Hondas reist Kiyoaki dreimal wöchentlich nach Tokio, um sich mit Satoko zu treffen. Er lädt sie auf ein nächtliches Treffen bei ihm in der Villa ein, nur stellt sich die Schwierigkeit, wie Satoko reisen kann, ohne erkannt zu werden. Honda kommt eine Idee und er bittet Itsue, einen Kommilitonen, ob er sich dessen Ford Modell T und einen Fahrer für ein Stelldichein mit Fusako ausleihen könne. Als Satoko mit Honda im Auto sitzt, gesteht sie ihm, ihre Affäre als Sünde anzusehen. Sie fühle aber keine Reue, sondern Freiheit. In der Nacht hat Kiyoaki seinen dritten prophetischen Traum.
Die beiden Prinzen bekommen aus ihrer Heimat ein Telegramm mit der Nachricht, dass Prinzessin Chan gestorben sei. Sie sind sich nun sicherer denn je, zurückreisen zu wollen. Als Kiyoaki die beiden an der Fähre verabschiedet, fühlt er sich, als ob mit den Prinzen auch seine eigene Jugendlichkeit abgereist wäre.
Im Herbst werden die Besuche zwischen den Liebenden weniger und vor allem vorsichtiger. Wann immer sie zusammen sind, steht Tadeshina Wache. Auf einem ihrer Spaziergänge erzählt Satoko Kiyoaki plötzlich, die Affäre müsse in einem Monat beendet werden, damit der Ehevertrag in Würde unterschrieben werden kann. Kiyoaki protestiert und Satoko fragt ihn, ob er wegen seines Unbehagens die Beziehung schon vorzeitig beenden möchte. Er drückt ihre Hand.
In Vorbereitung auf die Hochzeit wählt die Toin-Familie drei Bereiche in Satokos Bildung aus, die sie für verbesserungsfähig halten, und beauftragt ihre Familie, Nachhilfe zu besorgen. Eines Morgens rennt Satoko geradewegs ins Badezimmer und erbricht. Tadeshina, die sofort erkennt, dass Satoko schwanger geworden ist, fordert sie auf das Kind abzutreiben. Sie stimmt zu.
Kiyoaki ruft Tadeshina an, um ein weiteres Treffen zu vereinbaren, doch Satoko kann erst in zehn Tagen. Da beide gereizt und müde sind, sind die Gespräche zwischen den Liebenden angespannt und straff. Als sich ihre Wege wieder trennen, fragt sich Kiyoaki, ob er Satoko überhaupt jemals wiedersehen wird. Sie versprach ihm zwar, sich in weiteren zehn Tagen noch einmal zu treffen, er glaubt aber nicht daran. Eines Tages sieht Kiyoaki in der Schule einen toten Maulwurf, betrachtet ihn und wirft ihn in einen nahegelegenen Teich. Honda interpretiert dieses seltsame Verhalten als weiteres Zeichen des graduellen spirituellen Zerfalls seines Freundes.

### Kapitel 39–44 (Beitritt zum Kloster)

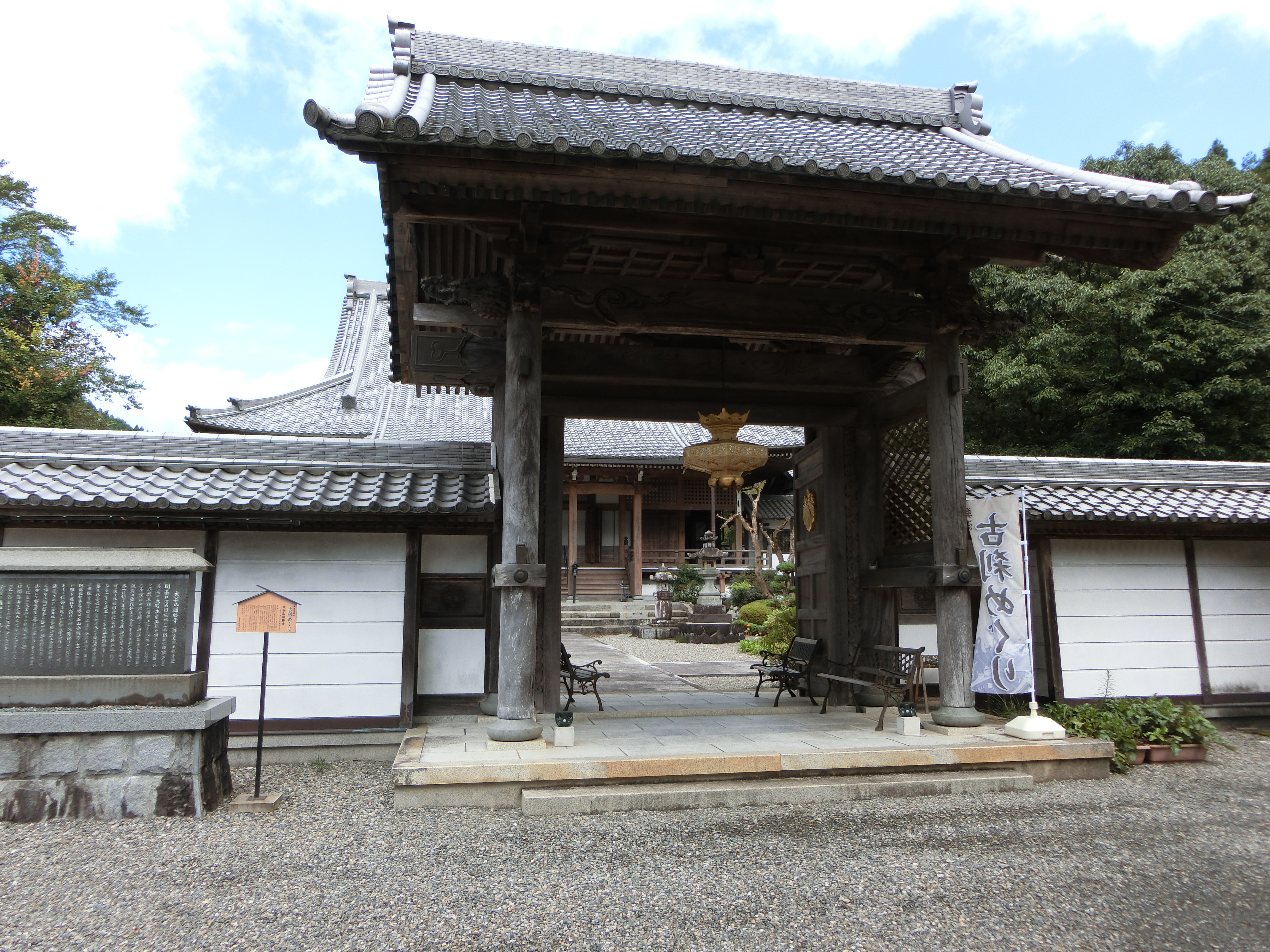
Satoko weicht der Entscheidung zwischen der Hochzeit und Kiyoaki aus und tritt dem Kloster ihrer Tante bei.

Nach zehn Tagen hört Kiyoaki nichts von Satoko oder Tadeshina. Sein Vater, der Marquis, ruft ihn zu einem Billardspiel in den Keller. Er zeigt ihm einen Brief von Tadeshina vor, den sie, an ihn adressiert, vor ihrem Suizidversuch durch Schlaftabletten abgesendet hat. In diesem deckt sie Satokos Schwangerschaft auf und nennt diese eine „Familiensache.“ Der Marquis wird wütend und schlägt Kiyoaki mehrfach mit voller Wut den Billardqueue ins Gesicht. Er beichtet die Affäre, zeigt sich aber nicht einsichtig. Der Marquis und seine Mutter entscheiden sich, Satoko nach Osaka zu bringen, um dort heimlich eine Abtreibung bei Doktor Mori durchführen zu lassen.
Bei ihrer zehntägigen Ruhe wegen ihres Suizidversuchs gesteht Tadeshina Graf Akayura den Brief. Bevor der Graf sie aus dem Anwesen werfen kann, erinnert Tadeshina ihn an einen Vorfall vor acht Jahren, als der Graf sie bat, einen Liebhaber für Satoko zu besorgen, damit diese bei ihrer Hochzeit sexuell erfahren ist. Der Graf lässt von ihr ab und Tadeshina lächelt, im Wissen um ihre neu gewonnene Macht über ihren Meister.
Kiyoaki fährt zum Bahnhof, von dem Satoko mit ihrer Familie abfährt. Bevor die Zugtüren sich schließen, eilt er zu ihr, um sich von ihr zu verabschieden, ist aber zu langsam. Herzzerbrochen schaut er ihr aus der Ferne zu. Der Schwangerschaftsabbruch ist indes erfolgreich und schon nach wenigen Tagen darf die Familie wieder abreisen. Satoko bittet, einen Zwischenhalt bei ihrer Tante, der Äbtissin, im Tempel zu machen. Dort angekommen verschwindet Satoko, schneidet sich die Haare ab und bittet die Führer des Klosters, sie als Novizin aufzunehmen. Diese stimmen zu.

### Kapitel 45–50 (Depression)
Die Matsugae und Ayakura Familien sind verzweifelt und fragen sich, wie sie die Nachrichten dem Kaiser überbringen können. Der Marquis stellt fest, dass er selbst Schuld an der Katastrophe trägt; er hätte seinen Sohn niemals bei den Ayakuras aufwachsen lassen sollen. Sie fassen den Plan, Graf Ayakura in schwarzer Perücke zum Kloster zu senden und seine Tochter freizubekommen. Im Kloster lässt sich Satoko derweil von der Äbtissin zur Nonne fortbilden. Sie bekommt die Aufgabe, Kiyoaki nie wieder zu sehen. Satoko stimmt zu und ihr weiterer Aufenthalt wird gestattet.
Satokos Eltern und Kiyoakis Mutter besuchen Satoko im Kloster. Nach über einer Woche Besuch bemerkt der Graf, dass seine Bitten zurückzukehren nicht auf Erwiderung stoßen. Marquis Matsague entwickelt den Plan, einen Polizeibeamten zu bestechen, in das Kloster einzubrechen und Satoko „zu retten“; die Idee wird aus Angst vor Karma schnell verworfen. Um den Kaiser zu beschwichtigen, sucht der Marquis einen Psychiater auf und lässt Satoko durch eine Ferndiagnose als „geisteskrank“ einstufen. Kiyoaki erfährt von den Vorfällen durch einen Zeitungsartikel am nächsten Morgen.
An seiner Schule fragen etliche Schüler Kiyoaki nach seiner Meinung dazu, dass die kaiserliche Hochzeit abgesagt wurde; sie wissen nichts von seinem Beitrag zu der Tragödie. Seiner reservierten Persönlichkeit nach antwortet Kiyoaki nicht. Eines Tages trifft er einen Schüler, auch Sohn eines Marquis, der von seinen Mitschülern wegen seines deformierten Gesichtes nur „Monster“ genannt wird. Die beiden Gegensätze – der Schönling und das „Monster“ – setzen sich in der Pause unter einen Baum am Schulhof und versuchen, eine Konversation zu beginnen, doch diese führt zu nichts.
Die Winterferien stürzen Kiyoaki immer mehr in eine Depression. Seine beiden Eltern sprechen nicht mehr mit ihm und er fühlt sich einsam. Während der Weihnachtsfeier im Matsugae-Anwesen schleicht er sich raus und rudert alleine zu der kleinen Insel, auf der er Satoko wiedergesehen hat. Er legt sich in den hohen Schnee, weint und trauert um seinen Verlust.
Obwohl Kiyoaki sich eigentlich jedes Jahr auf die kaiserliche Gedichtszeremonie im Januar freute, verachtet er das Ereignis dieses Mal. Er fühlt sich wie Aussätziger, voller Selbsthass. Als er sich des Nachmittags zum Essen setzt, reicht ihm ein Bediensteter ein Glas Weines. Er trinkt und bemerkt einen strengen Nachgeschmack, der sich als Schildkrötenblut, ein Mittel, durch das Gesundheit und Vitalität verbessert werden sollen, herausstellt. Als er Graf Ayakura bei der Rezitation seiner Gedichte beobachtet, versinkt er in Scham, der Familie ihre einzige Tochter genommen zu haben. Als der Kaiser in Kiyoakis Richtung sieht, steht eins für ihn fest: Das einzig Ehrenvolle, das ihm bleibt, ist der Tod.

### Kapitel 51–55 (Krankheit und Tod)

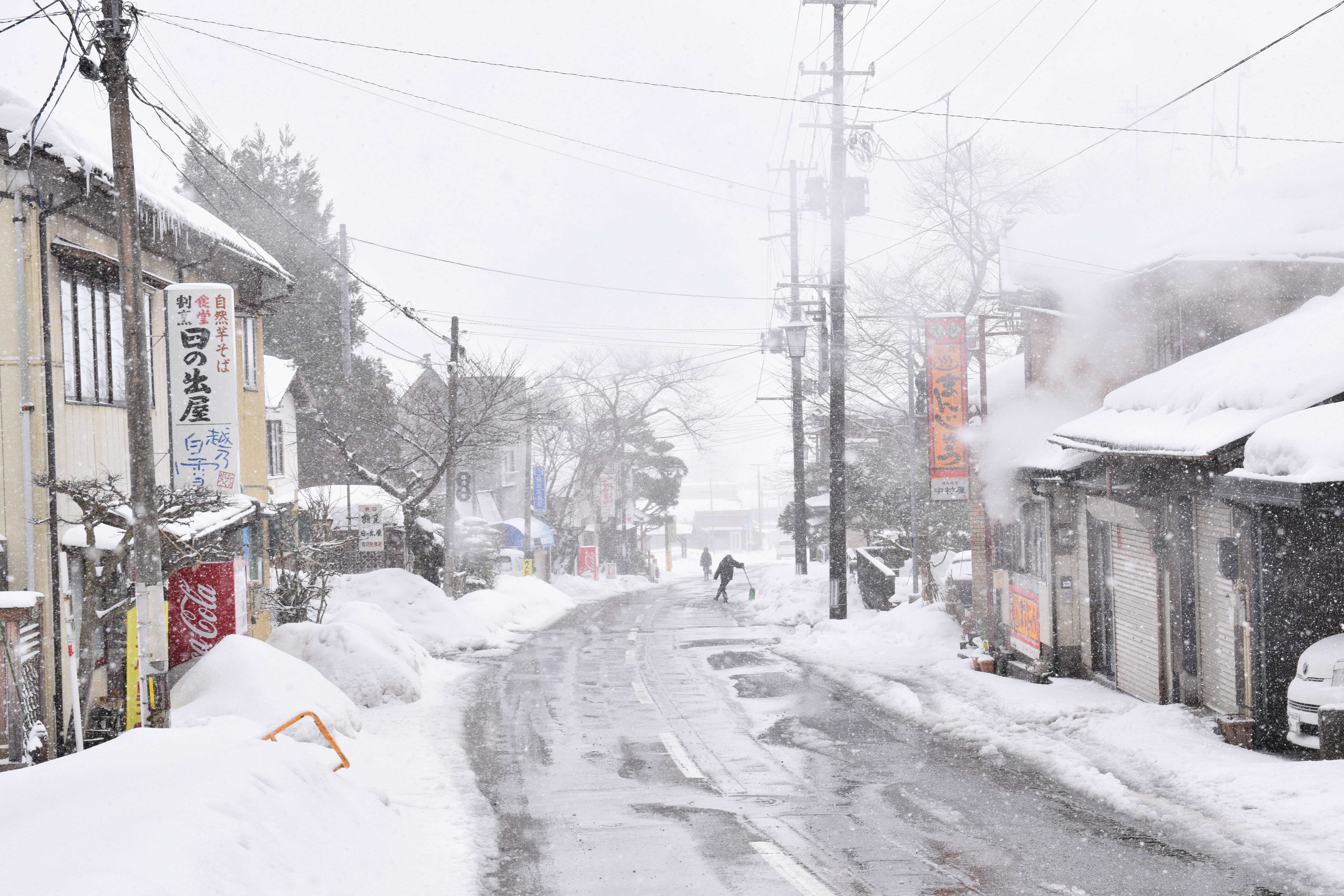
Im tiefen Winter stirbt Kiyoaki mit nur 20 Jahren.

Um seinen Sohn abzulenken, schlägt der Marquis vor, Kioyaki auf das Merton College der University of Oxford nach England zu senden. Kiyoakis Depression wird indes nicht gelindert; im Gegenteil, er wird derart verzweifelt, dass er Honda um Geld bittet, um nach Obitoké zu reisen und von dort zum Kloster Satokos zu wandern. Dort angekommen, wird er direkt durch die führende Nonne des Klosters abgewiesen und auch andere Versuche, ins Kloster zu gelangen, gehen schief. Zurück in seinem heruntergekommenen Hotelzimmer, fühlt sich Kiyoaki krank. Er sendet ein Telegramm an Honda und bittet ihn um Hilfe.
Kiyoakis Krankheit wird schlimmer. Er hustet Blut, fühlt sich schlapp und ruft in Fieberträumen Satokos Namen. Er macht sich im geschwächten Zustand erneut zum Kloster auf und läuft durch einen starken Schneesturm; sein Husten wird derweil immer stärker. An der Eingangstür des Klosters angekommen, bricht Kiyoaki zusammen. Die Nonnen finden ihn an der Türschwelle und baden ihn. Als er wieder zu sich gekommen ist, erklärt ihm die führende Nonne erneut, er dürfe das Kloster nicht betreten und dass der Gärtner ihn in seine Rikscha helfen wird.
Honda kommt am Hotel an. In Sorge um Kiyoakis Gesundheit versucht er ihm einzureden, so schnell wie möglich zurück nach Tokio zu reisen. Dieser weigert sich jedoch und bittet Honda, mit der Nonne zu sprechen und ein Treffen mit Satoko zu arrangieren. Honda fragt sich, wie sich sein Freund so sehr von seiner Sehnsucht leiten lassen kann. Am nächsten Morgen besucht Honda das Kloster und spricht mit der führenden Nonne. In einem langen Monolog schildert er ihr den Zustand Kiyoakis, dessen Sehnsucht nach Satoko und geht mit ihr die Prinzipien des Buddhismus durch. Obgleich sie ihm gespannt zuhört, weist sie seine Anfrage mit einem simplen „Nein“ zurück.
Kiyoaki und Honda fahren im Zug zurück nach Tokio; Honda beobachtet angespannt jeden Atemzug seines Freundes und bemerkt den sich stetig verschlechternden Gesundheitszustand. Kiyoaki raunt ein lautes Stöhnen und sagt, seine Brust fühle sich an, als wäre ihm ein Messer reingestochen worden. Honda inspiziert die schönen Augen seines Freundes und sieht, wie sie sich mit Tränen füllen: „Ich hatte gerade einen Traum. Wir werden uns wiedersehen, ich weiß es. Unter dem Wasserfall.“ Seiner Mutter schreibt er eine Notiz mit der Bitte, sein Traumtagebuch an Honda zu geben. Zwei Tage später, am 2. März 1914, stirbt Kiyoaki im Alter von nur 20 Jahren.

## Formalia

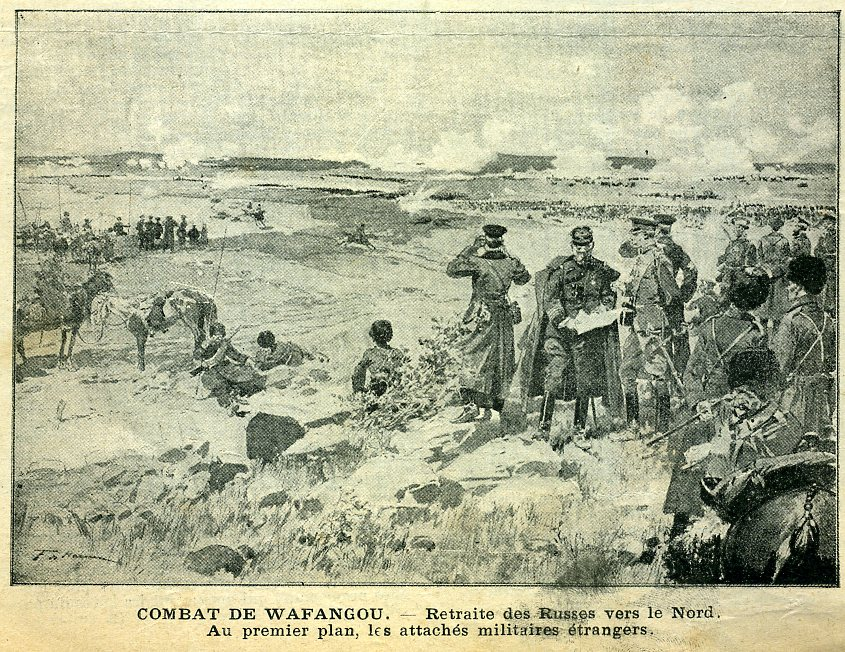
Die Fotografie des Russisch-Japanischen Krieges nutzt Mishima als Ausgangspunkt seiner Erzählung und damit der ganzen Tetralogie.

### Erzählperspektive
Die Geschichte wird durch einen auktorialen, das heißt allwissenden, aber zugleich distanzierten Erzähler in der 3. Person geschildert. Stellenweise ordnet er die Geschehnisse des Romans in allgemeinere, soziokulturelle Phänomene ein; dadurch wirkt er wie ein Soziologe und das Geschriebene wie eine wissenschaftliche Abhandlung. Das zentrale Thema des Erzählers ist dabei der Untergang der Oberschicht und Aufstieg der niedrigeren Ordnung innerhalb Japans. Das aristokratische Segment wird dabei primär durch Kiyoaki und Satoko und das tragische Scheitern ihrer Liebe repräsentiert. Währenddessen stehen sekundäre Rollen wie Iinuma und Tadeshina für die Unterschicht, deren Aufstieg beispielsweise in der neu gewonnenen Macht Tadeshinas über ihre Arbeitgeber dargestellt wird. Durch die distanzierte Haltung zu den Figuren suggeriert Mishima eine rein objektive Betrachtung der Umstände.
In seiner Schreibnotiz bemerkte Mishima, dass die Distanziertheit des Erzählers notwendig war, um zu verdeutlichen, dass nicht die eigentliche Liebesgeschichte im Vordergrund steht, sondern die wichtigen soziokulturellen Umschwünge in Japan. Wann immer die Figuren in einen Konflikt geraten, ist dieser ein Symptom neuer sozialer Missstände. Kiyoaki und Satoko beispielsweise können ihre Liebe zueinander wegen der Gesellschaftsstruktur des kaiserlichen Japans, unter denen es streng untersagt ist, dem Willen des Tennō zu trotzen, nicht öffentlich machen. Die Konflikte zwischen Kiyoaki und Iinuma basieren auf dessen Abneigung gegenüber Kiyoakis aristokratischer Erziehung, die seiner spartanischen, minimalistischen Erziehung konträr entgegensteht.

### Struktur
Der Aufbau des Romans folgt einem klassischen Aufbau ohne Happy End: Die Protagonisten – Kiyoaki und Satoko – werden mit einem Problem konfrontiert, in diesem Fall der sozialen Rigidität des imperialen Japans, und haben Schwierigkeiten, die Hürden ihrer Liebe zu überwinden. Im Prozess ändern sich beide, nur um am Ende besiegt zu werden: Kiyoaki, herausgefordert durch die bevorstehende Ehe Satokos, folgt seiner Passion wortwörtlich bis zum Tod und wird dadurch zum Mann. Satoko im Gegenzug flieht vor einer Entscheidung und verursacht dadurch den Tod ihres Geliebten.
Die Entfaltung der Erzählung wird durch etliche Nebenfiguren angereichert, die sowohl mehr Einblick in den sozialen Kontext als auch in die individuellen Motivationen der Figuren bieten. Beispielsweise porträtieren die Briefe, durch die sich sowohl Bedienstete als auch Aristokraten in Form von Erpressung Vorteile verschaffen, wie in der den strengen hierarchischen Strukturen Macht vor allem durch Kontrolle begründet wird. Das Thema Kontrolle zieht sich durch den gesamten Roman: vom Anfang, als Satoko ihre weiblichen Reize nutzt, um Kiyoaki unter ihre Kontrolle zu bringen, bis zum Ende als die Äbtissin ihre Macht über den Gesshu-Tempel nutzt, um ein Treffen zwischen den Liebenden zu unterbinden.
Mishima nutzt die alte Fotografie der Soldaten im Russisch-Japanischen Krieg, um den genauen Zeitgeist zum Anfang der Erzählung zu verankern. Von diesem Punkt – den alten, traditionellen, militaristischen Werten des imperialistischen Japans – aus, entwickelt sich die Geschichte durch den leidenschaftlichen Aristokraten Kiyoaki, der niemals eine Uniform tragen möchte, in eine progressive Richtung.

## Themen (Auswahl)
Schnee im Frühling ist bis heute weltweit, aber vor allem innerhalb Japans, Gegenstand zahlreicher Analysen, Interpretationen und Abhandlungen. Mishima selbst hat bis auf eine Auflistung an Hinweisen (s. Unten) nie seine eigene Interpretation offenbart. Die aufgelisteten Themen sind folglich keinesfalls abschließend, sondern lediglich die prominentesten Theorien.

### Sozialer Wandel Japans

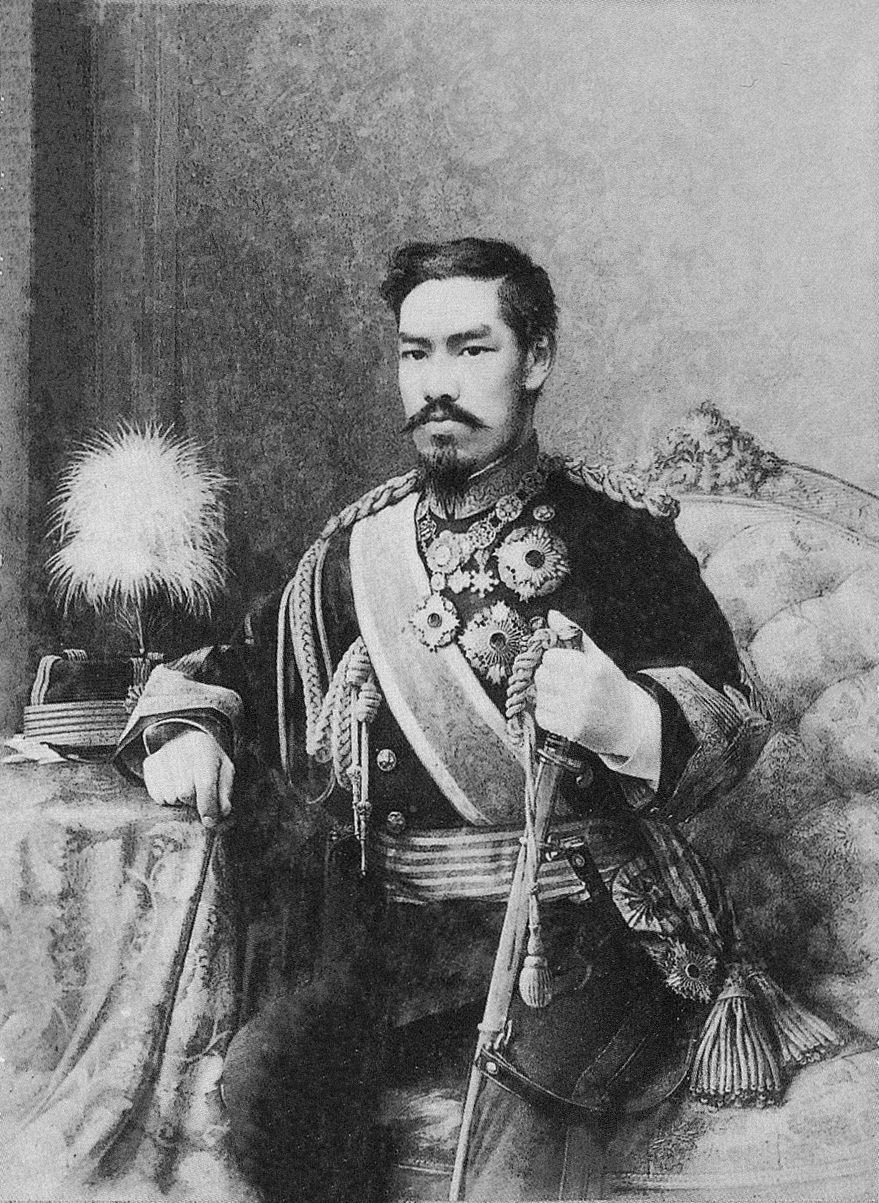
Die Geschichte beginnt am Ende der Meiji-Zeit um 1912.

Die Liebesgeschichte beginnt im Jahr 1912, das heißt zum Ende der Meiji-Zeit, in der Japan sich durch die progressive Politik des Kaisers Meiji erstmals westlichen Einflüssen geöffnet hat. Noch wichtiger ist jedoch, dass aus dem Feudalstaat Japan durch die Meiji-Restauration das japanische Kaiserreich begründet wurde. Im Jahre 1912 wurden Ehen innerhalb des Adels grundsätzlich arrangiert, um deren kulturellen und politischen Einfluss und Status zu festigen oder zu verbessern. Familien müssen den Kaiser um Gestattung der Hochzeit bitten und eine gestattete Ehe wird in jeder lokalen Zeitschrift publik gemacht. Innerhalb dieses Geflechtes verliebt sich Satoko in Kiyoaki, muss aber einen Prinzen heiraten, den sie kaum kennt oder respektiert, geschweige denn liebt.
Währenddessen treffen sich Kiyoaki und Satoko regelmäßig und trotzen damit der hierarchischen Gesellschaftsordnung, in der das Individuum und seine Bedürfnisse dem Staate, personifiziert durch den Tennō, nachgeordnet sind. Simultan wird das japanische Leben zunehmend durch westliche Einflüsse bereichert, die insbesondere und paradoxerweise durch die Oberschicht etabliert werden, welche die finanziellen Mittel für Reisen zur Verfügung hat. Die westlichen Ideen stehen derweil im Konflikt mit einigen traditionellen japanischen Werten: Individuelle Freiheit wird vorrangig, Demokratie ersetzt Autokratie und die feudale Aristokratie wird vom meritokratischen Adel verstoßen. In ihrem Kampfe nach echter und währender Liebe repräsentieren Kiyoaki und Satoko den Aufstieg westlicher Werte und den werdenden sozialen Wandel Japans.

### Leidenschaft vs. Rationalität
Kiyoaki, der durch seine ungebremste Sehnsucht nach Satoko die Leidenschaft repräsentiert, steht im Kontrast zu seinem Freund Honda, dem Sohn eines pragmatischen Juristen, der dessen Impulsivität durch Rationalität ausbalancieren möchte. Auch dieser Kontrast impliziert nebenher den sozialen Wandel des isolierten, traditionellen und stolzen Japan (Leidenschaft) in eine verwestlichte und bürokratisierte Weltmacht (Rationalität).
Kiyoaki verachtet die bestehende soziale Ordnung und die Selbstgeißelung, die notwendig ist, um in seine vorgeschriebene soziale Rolle zu passen. Er ist eine restlose, hoffnungslos romantische Seele, die alles aufs Spiel setzt, um echte Liebe zu spüren. Honda hingegen beobachtet einen Mordprozess, resultierend aus einer romantischen Dreiecksbeziehung und schlussfolgert, dass es destruktiv ist, seinen Emotionen Macht über rationales Denken zu geben. Nur aus Loyalität zu seinem engen Freund hilft er Kiyoaki weiter, obwohl er weiß, dass sich dieser selbst zerstören wird; dies bewahrheitet sich auch in seinem Tod.
Symbolisch zeigt Mishima dadurch die zwei populären Strömungen innerhalb der japanischen Gesellschaft zum Ende der Meiji-Zeit auf: Altbewährte Werte, repräsentiert durch Honda, existieren noch und halten die imperialistische Gesellschaft zusammen; gleichzeitig entstehen neue, leidenschaftlichere Ideen, repräsentiert durch Kiyoaki, die genau diese Werteordnung herausfordern.

### Macht und Kontrolle
Kontrolle und Macht als Mittel, um durch Angst und Einschüchterung seine Ziele zu verwirklichen, zieht sich durch den Roman. Satoko beispielsweise spricht bewusst in Rätseln und verwirrt damit Kiyoaki, wirft ihn aus der Bahn und verschafft sich damit Kontrolle über die Beziehung. Kiyoaki nutzt Satokos Liebesbrief, um Tadeshina zu nötigen, weitere Treffen mit Satoko zu arrangieren. Die Macht des Briefes resultiert aus der bestehenden Gesellschafts- und Rechtsordnung, da sein Inhalt ipso iure die Ehe zwischen Satoko und dem Prinzen nichtig machen würde; dadurch wiederum verlöre Tadeshina ihre Position in der Ayakura-Adelsfamilie.
Als Iinuma einen Liebesbrief an Miné schreibt, nutzt Kiyoaki diesen, um ihn als Konspirateur seiner Affäre mit Satoko zu nutzen. Andersherum hat Tadeshina einen achtjährigen Brief, in dem Graf Ayakura sie darum bittet, einen Sexualpartner für die damals 12-jährige Satoko zu besorgen, damit diese sexuelle Erfahrungen sammelt und dadurch eine begehrtere Ehefrau wird. Tadeshina klammert sich an diesen Brief als ihr Mittel der Macht und Kontrolle, um Sanktionen aufgrund ihrer Teilnahme an der Affäre zu vermeiden.
Diese Machtspiele und Erpressungen können als Zeichen individueller Machtlosigkeit gedeutet werden, die sich im Rahmen der strikten hierarchischen Ordnung manifestieren. Tatsächlich ist Kiyoaki – zu dem Zeitpunkt bereits in etliche Intrigen verwickelt – beschämt, als der Kaiser in seine Richtung blickt.

## Übersichten und Kurzanalysen nach Kapiteln

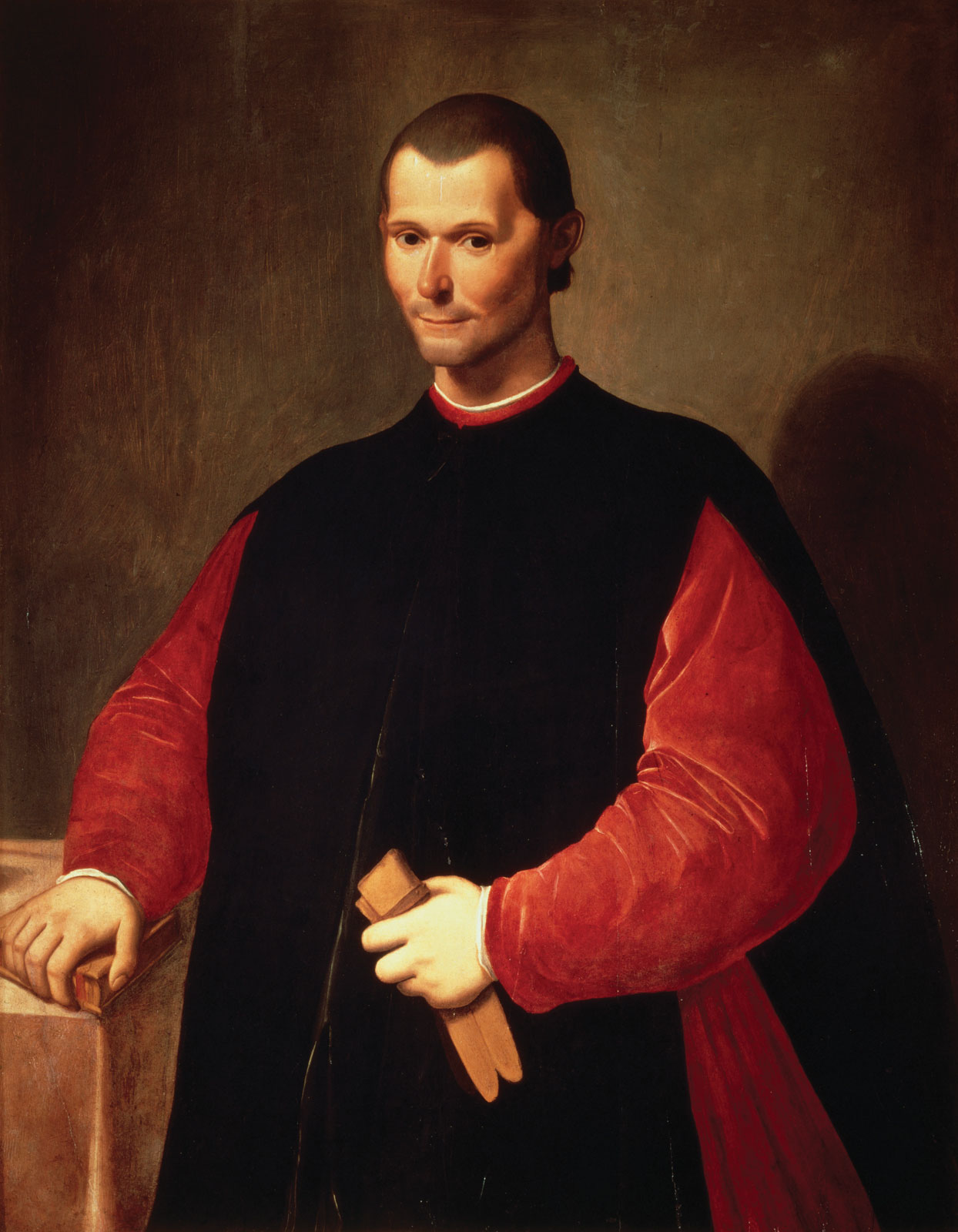
Mishima verglich Kiyoaki in einem Interview mit dem italienischen Staatsmann Niccolò Machiavelli.

### Zu Kapitel 1–5
In den ersten fünf Kapiteln stellt Mishima den sozialen Hintergrund vor, in der die Liaison Satokos und Kiyoaki stattfinden wird. Initial wirken beide wie die oberflächlichen und egoistischen Kinder aus Wohlstand und Privilegien. Kiyoaki kannte Satoko als eine Art große Schwester Surrogat, als er auf Wunsch seines Vaters einige Monate im Anwesen ihrer Familie, den Ayakuras, lebte, um die Verhaltensweisen eines Aristokraten zu erlernen. Als er sie aber später als Jugendlicher wiedertrifft, bemerkt er ihre atemberaubende Schönheit und empfindet das erste Mal in seinem Leben romantische und sexuelle Gefühle. Sein Freund Honda wird als Gegenpol zu Kiyoakis sprunghafter Natur vorgestellt; er ist ein bodenständiges, nachdenklicher junger Mann und Pragmatiker. Durch die Fotografie der japanischen Soldaten des Russisch-Japanischen Krieges wird ein Rückblick auf die damalige kaiserliche Macht gewährt, die im Rahmen der bevorstehenden soziokulturellen Änderungen die japanische Gesellschaft maßgeblich ändern sollte.

### Zu Kapitel 6–10
Die Klassenkonflikte und wechselnden kulturellen Werte werden graduell ersichtlicher, während sich die Liebesbeziehung zwischen Kiyoaki und Satoko aufbaut. Der Grad an Offenheit gegenüber westlichen Einflüssen scheint die haarscharfe Trennlinie zwischen der traditionellen japanischen Gesellschaft und der „neuen“ Gesellschaft zu sein, in der strenge soziale Schichten aufgehoben sind und die Mittelschicht durch verbesserte Bildung zunehmend an Macht erlangt. Iinuma, der Hauslehrer des desinteressierten Kiyoaki, ist ein Beispiel für diesen Umschwung. Er ist angewidert von Kiyoakis genereller Träg- und Motivationslosigkeit und sieht den Ursprung dessen in der „aristokratischen Eleganz“. Er vermutet, seine privilegierte Erziehung habe ihn unproduktiv und ambitionslos gemacht, sodass er keinen Nutzen für die Gesellschaft hat.

### Zu Kapitel 11–15
Während eines unerlaubten Rendezvous mit Satoko küssen sie und Kiyoaki zum ersten Mal. Er stiehlt die Schlüssel zur Bibliothek seines Vaters und gibt sie zu Iinuma, damit dieser mit Miné seinerseits ein unerlaubtes Rendezvous haben kann. Der oberflächliche Akt der Freundlichkeit ist dabei eigentlich nur eine weitere Taktik, um seine Kontrolle über Iinuma zu verstärken und seine Schweigsamkeit über die Beziehung zu Satoko sicherzustellen. Neben seiner steigenden Sehnsucht nach Satoko demonstriert Kiyoaki einen Wunsch nach Kontrolle, der wiederum in seiner Angst vor einer sexuellen Beziehung zu Satoko rührt. Satoko schreibt ihm einen leidenschaftlichen Brief, doch Kiyoaki hat Schwierigkeiten, einen vernünftigen und authentischen Antwortbrief zu schreiben. Er entscheidet sich deshalb für einen simplen Brief über seine Gelüste.

### Zu Kapitel 16–20
Während die beiden jungen Liebenden verschiedene Formen von Zuneigung und Abneigung zeigen, wird deutlich, wie tief ihre Abhängigkeit voneinander mittlerweile geworden ist. Die wichtigsten Formen der Kommunikation erfolgt aber noch gänzlich durch Boten: Tadeshina beispielsweise erzählt Miné von der Lüge, Satoko habe den Brief nicht gelesen. Das Problem der Liebenden wird zunehmend eines der Ehrlichkeit: Anstatt durch Vermittler zu kommunizieren, werden sie mit der Schwierigkeit konfrontiert, direkt miteinander zu reden.

### Zu Kapitel 21–26
Durch die gestattete Hochzeit zwischen Satoko und Prinz Harunori wird Kiyoaki sich seiner tiefsitzenden Liebe für diese bewusst. Wie Niccolò Machiavelli nutzt er Erpressungen und Intrigen, um an Satoko zu kommen. Mishima zeigt damit seltsam akkurat auf, wie Macht in der traditionellen japanischen Gesellschaft erlangt und erhalten wurde. Kiyoaki, anfangs völlig gleichgültig gegenüber alles und jedem aufgrund seiner Macht und seines Reichtums, versteht zum ersten Mal, dass er gegen feindlich gesinnte Kräfte kämpfen muss, um an sein Ziel zu gelangen. Dieses Bewusstsein markiert seinen Übergang ins Erwachsenwerden.

### Zu Kapitel 27–32
Die Liebe von Kiyoaki und Satoko nimmt ernste Züge an, aber zeitgleich werden auch immer mehr Außenstehende ins Geflecht mit hineingezogen. Tadeshina weiß über die Affäre Bescheid, da Kiyoaki ihr offen sagt, er behalte den Brief, um sich weitere Treffen zu ermöglichen. Honda wird konsultiert und verspricht, nichts zu verraten; erst während des Mordprozesses merkt er, wie zerstörerisch es sein kann, sich in eine solche Liebe von außen einzumischen. Am Strande deutet Mishima zum ersten Mal homoerotische Gefühlen Hondas zu Kiyoaki an, als Honda dessen Körper bewundert. Das Thema sollte in späteren Bändern der Tetralogie, vor allem dem dritten Teil Der Tempel der Morgendämmerung, prominent aufgegriffen werden.

### Zu Kapitel 33–38
Das komplexe Netz der Lügen verdichtet sich, als Kiyoaki regelmäßige Reisen nach Tokio antritt, um Satoko zu treffen. Zeitgleich wird jeder, der in die Affäre involviert ist, zunehmend angespannt. Dass Satoko von Kiyoakis schwanger ist und dies bis zum Termin mit einem Arzt geheim halten muss, erschwert alles zusätzlich. Je mehr die Spannung zwischen den Involvierten steigt, desto mehr leidet auch die Beziehung der beiden darunter.

### Zu Kapitel 39–44
Tadeshina schreibt einen Brief an Marquis Matsugae und erzählt ihm dort von der Affäre seines Sohnes mit Satoko und der dadurch erfolgten Schwangerschaft; ihr Suizidversuch schlägt jedoch fehl. Als der Marquis den Brief liest, greift er seinen Sohn mit einem Billardqueue an; verletzt gesteht dieser die Affäre und sagt, Satoko sei sein, egal wie der Staat oder die Familienehre es sieht. Beide Familien, die Ayakuras und die Matsugaes, verschwören sich folglich gegen ihn und planen, Satoko zu einem Arzt zu bringen und das Kind abzutreiben. Nach dem Schwangerschaftsabbruch stiehlt sich Satoko heimlich ins Kloster und schließt sich dort als Novizin an. Aufgrund der Heiligkeit des Ortes bleibt den Familien nichts mehr, als enttäuscht alleine abzufahren. Hier leitet Mishima das im weiteren Verlauf der Tetralogie wichtige Motiv ein, dass das Individuum sehr wohl in der Lage ist, sich der Gruppe entgegenzustellen, wenn auch zum Trotz japanischer Traditionen. Hierdurch zeichnet sich ab, wie die alte Ordnung langsam durch den Aufstieg der unteren Schichten gefährdet wird.

### Zu Kapitel 45–50
Kiyoakis Depression wird schlimmer, als seine Eltern ihn meiden und seine Schulfreunde ihn mit Fragen über die abgebrochene Hochzeit nerven. Die schleichende Erkenntnis, seine Geliebte nie wieder zu sehen, macht ihn zunehmend verzweifelt. Als der Kaiser ihm bei der jährlichen Gedichtsrezitation einen Blick zuwirft, beschließt Kiyoaki seinen Tod. Die Symbolik des neuen Japans im Konflikt mit der traditionellen Ordnung wird nun deutlich. Ebenso der implizite Fakt, dass die imperiale Gesellschaft selbst 1912 noch stark genug ist, den unausweichlichen Änderungen in ein neues, modernes Land zu widerstehen.

### Zu Kapitel 51–55
Die Versuche Marquis, seine zerbrochene Familie zusammenzubringen und Kiyoaki abzulenken, schlagen fehl und dieser entscheidet sich, zum Kloster zu reisen, um Satoko wiederzusehen. Erneut übertrumpfen altertümliche japanische Traditionen den Ansturm sozialer Veränderungen, indem die Nonnen jedes Treffen unterbinden, sowohl bei Kiyoaki als auch bei Honda. Schwerkrank und mit gebrochenem Herzen kehrt Kiyoaki zurück nach Tokio und stirbt. Obwohl seine Herausforderung der alten Normen der Gesellschaft letztendlich scheitern, ist sein Tod doch ein ehrenvoller, da er nicht vorgeschriebenen Regeln und Erwartungshaltungen, sondern seinem Herzen gefolgt ist. Dem Leser wird deutlich gemacht, dass die Abkopplung von alten Gewohnheiten nicht ohne Schwierigkeiten einhergeht, aber wenn sie erfolgreich ist, bedeutet sie mehr Freiheit für die individuelle Entfaltung eines Jeden.

## Wichtigste Figuren

### Kiyoaki Matsugae
Kiyoaki ist der aristokratische Erbe der stolzen Samuraifamilie Matsugae im imperialistischen Japan, in denen die japanische Gesellschaft noch strikten Hierarchien folgt. Er besucht die renommierteste Schule Tokios, interessiert sich aber wenig für seine Bildung. Er wird als verträumter, leidenschaftlicher Kindskopf beschrieben, der sich stark von seinen Emotionen leiten lässt.
Mit 18 Jahren verliebt er sich in Satoko Ayakura, seine Freundin aus Kindheitstagen, von deren Familie er über mehrere Monate großgezogen und in aristokratischen Eigenheiten unterrichtet wurde. Kiyoaki ist ein sensibler, melancholischer junger Mann und dementsprechend ein hoffnungsloser und naiver Romantiker.
Durch sein privilegiertes, aber abgeschiedenes Leben ist er mit Liebe und ihrem Umgang völlig unerfahren. Seine Sehnsucht nach Satoko lässt ihn folglich alle Konventionen der Aristokratie brechen, nur um mit ihr zusammen sein zu können. Zum Ende der Geschichte wird er schwer krank und bevor er sie jemals wiedersehen kann, stirbt er im Alter von 20 Jahren.

### Shigekuni Honda

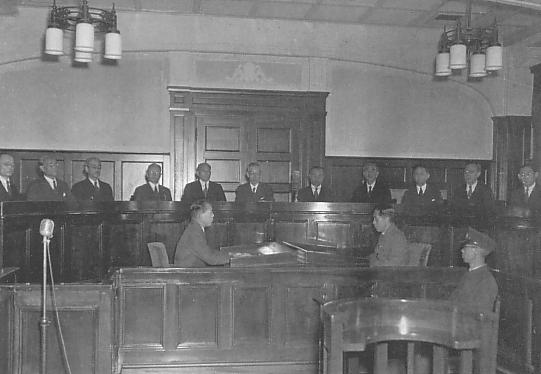
Hondas Vater ist Richter am Daishin’in, dem späteren Obersten Gerichtshof.

Honda ist Kiyoakis bester Freund und langjähriger Mitschüler. In seiner Hingabe zu Kiyoaki ist er selbstlos, obwohl er im Gegensatz zu seinem Freunde nicht abgeschieden aufgewachsen ist und dadurch ein besseres Verständnis von sozialem Miteinander und der Außenwelt hat.
Sein Vater ist Richter am Daishin’in (heute Oberster Gerichtshof), der höchstens Revisionsinstanz in Zivil- und Strafsachen. Durch ihn entwickelt auch Honda eine Leidenschaft für die Rechtswissenschaften und beschließt schließlich, selbst Jura zu studieren.
Honda und Kioyaki sind in vielerlei Hinsicht gegensätzlich. Honda als konventioneller, unterwürfiger Verehrer des Kaisers und der höheren Gesellschaftsschicht bildet die Spiegelseite zu Kiyoakis trotziger und letztendlich selbstzerstörerischer Natur.

### Satoko Ayakura
Satoko fungiert als die Julia in der Romeo-und-Julia-inspirierten Geschichte und ist damit das Objekt von Kiyoakis Obsession und Passion. Satoko stammt aus einer wohlhabenden Familie und ist dementsprechend infantil, da sie nie zuvor mit schwierigen Entscheidungen konfrontiert wurde.
Satoko ist zwei Jahre älter als Kiyoaki und hat eine Neigung, ihre Wünsche und Gedanken in Rätsel zu verpacken; ganz zum Missfallen Kiyoakis. Ihre Liebesbeziehung beginnt als spaßige Ablenkung, wird aber schnell ernst. Es handelt sich um Kiyoakis erste Liebesbeziehung und kaum ist er verliebt, setzt er sich vollen Herzens für ihr Bestehen ein.
Als Satoko mit dem schwierigen Dilemma konfrontiert wird, entweder Prinz Harunori Toin zu heiraten oder mit ihrem Geliebten Kiyoaki durchzubrennen, weicht sie der Entscheidung aus und tritt in ein Kloster ein. Satoko wirkt ähnlich sprunghaft wie Kiyoaki, ist aber mehr an Tradition gebunden.

### Shigeyuki Iinuma
Der persönliche Bedienstete und Privatlehrer Kiyoakis. Iinuma stammt ursprünglich aus einem Dorf nahe Kagoshima, in dem Marquis Matsugae als „wilder und mächtiger Gott“ verehrt wird. Als er hingegen bei der Familie ankommt, ist er angewidert von deren opulentem Lebensstil, der diametral zu seiner spartanischen Erziehung steht.
Obwohl Iinuma mit Kiyoaki eng verbunden ist, verachtet er dessen aristokratischen und sensiblen Geist. Eines Abends sieht er Kioyaki weinend in seinem Bett und erkundigt sich, was ihn bedrückt. Er erzählt ihm, dass er beim Halten des Kleides von Prinzessin Kasuga gestolpert ist und dadurch die Ehre der Kaisersfamilie beschmutzt hat. Erneut ist Iinuma angewidert von Kiyoakis Persönlichkeit und seiner Bewunderung für die Oberschicht.
Iinuma studiert Jura neben seiner Tätigkeit als Privatlehrer und verlässt das Anwesen zum Ende seines Studiums.

### Marquis Matsugae
Marquis Matsugae ist Kiyoakis Vater und der Nachfahre einer alten Samuraifamilie. Er schämt sich der bescheidenen Verhältnisse, in denen er groß wurde, und sendet Kiyoaki deshalb zur Familie Ayakura, um die Etikette des Adels zu erlernen.
Der Marquis ist stolz auf seinen Sohn, denn er verbindet dessen gutes Aussehen und Charme mit dem Grund, weshalb seine Familie einen derart hohen Status innerhalb der japanischen Gesellschaft erlangen konnte. Sein Erziehungsstil ist derweil strikt und militaristisch, eventuell aufgrund des Todes seiner beiden Brüder im Russisch-Japanischen Krieg 1904.
Seine Residenz ist eine große Villa mit 100 Hektar Landes, Bediensteten und einem großen Teich. Besonderen Stolz zeigt er für den Besuch des Kaisers Meiji zu seiner Neujahrsfeier.

### Tadeshina
Tadeshina ist Satokos persönliche Bedienstete. Sie ist eine ältere und weise Frau, voller Treue zu ihren Arbeitgebern. Dennoch befindet sich hinter ihrem weisen und festen Auftreten eine tiefe Sehnsucht nach Zuneigung, was auch ihre seltsame Aufregung hinsichtlich der Beziehung zwischen Kiyoaki und Satoko erklärt.
Sie ist zugleich Ersatzmutter und Vertrauensperson für Kiyoaki und Satoko, als deren Beziehung ernster zu werden scheint. Durch ihre gewiefte Art bringt sie sowohl den Grafen als auch den Marquis unter ihrer Kontrolle, zum Teil durch dubiose Methoden wie Erpressung.

### Prinz Pattanadid und Prinz Kridsada
Die beiden Prinzen aus Siam besuchen die Matsugae-Familie für einen Aufenthalt. Die meisten ihrer Auftritte im Buch haben sie in sozialen Situationen; als solche sind sie Nebenfiguren und bilden ein Spiegelbild zu der verheerenden Romanze zwischen Kiyoaki und Satoko. Am Ende sind sie so gestört von der Sprachbarriere zwischen ihnen und ihren Mitmenschen, dass sie sich entscheiden, zurück nach Siam zu reisen.

### Prinz Harunori
Prinz Harunori ist der dritte Sohn des kaiserlichen Thronprinzen Toin und zu seinem Erscheinen im Buch 25 Jahre alt. Ihm werden mehrere Anwerberinnen als seine Ehefrau angeboten, doch er zeigt kein Interesse. Erst das Foto von Satoko zieht ihn in den Bann. Der Prinz ist in gewisser Hinsicht der Prototyp der traditionellen japanischen Gesellschaft. Unter anderem kleidet er sich stets in Militäruniformen.

### Prinzessin Ying Chan
Prinzessin Chan ist die Geliebte von Prinz Pattanadid. Als der Prinz über mehrere Monate nichts von ihr hört, bittet er Kiyoaki, den Smaragdring wiederzufinden, den sie ihm zu seiner Abreise schenkte, um sich ihr näher zu fühlen.

### Monster
Das „Monster“ ist ein Schüler auf der Schule Kiyoakis und ist ebenso wie er der Sohn eines Marquis. Er wird von den anderen Schülern wegen seines deformierten Äußeren ausgegrenzt und als „Monster“ verhöhnt. Er läuft deshalb stets mit dem Kopf gesenkt, um weiterem Spotte zu entgehen. Eines Tages sitzen er und Kiyoaki gemeinsam in der Pause unter einem Baum und Kiyoaki versucht erfolglos, ihn in ein Gespräch zu verwickeln.

## Wiederkehrende Orte und Objekte

### Orte

#### Gesshu-Tempel
Gesshu ist ein buddhistisches Kloster in den Wäldern Naras, in welches Satoko eintritt, nachdem die arrangierte Ehe mit dem Prinzen zerfällt. In ihrem Dilemma, sich zwischen Kiyoakis Liebe oder der Ehe zu entscheiden, weicht sie der Entscheidung aus und gibt sich dem Hossō-shū hin. Kiyoaki und Honda versuchen sie mehrfach zu erreichen, aber die Nonnen des Klosters machen jedes Eindringen unmöglich. Diese Blockade wird schließlich auch zu Kiyoakis tödlicher Krankheit führen.

#### Tokio
Als Hauptstadt Japans und Regierungssitz fungiert Tokio als primärer Handlungsort des Romans und als Heimat der wichtigsten Figuren. Alle sind an Tokio durch familiäre, judizielle oder soziale Verpflichtungen verbunden. Im Gegenzug ist Tokio mit dem Rest per Zug und Automobil und zum Rest der Welt via Leitung verbunden.

#### Gakushūin-Privatschule

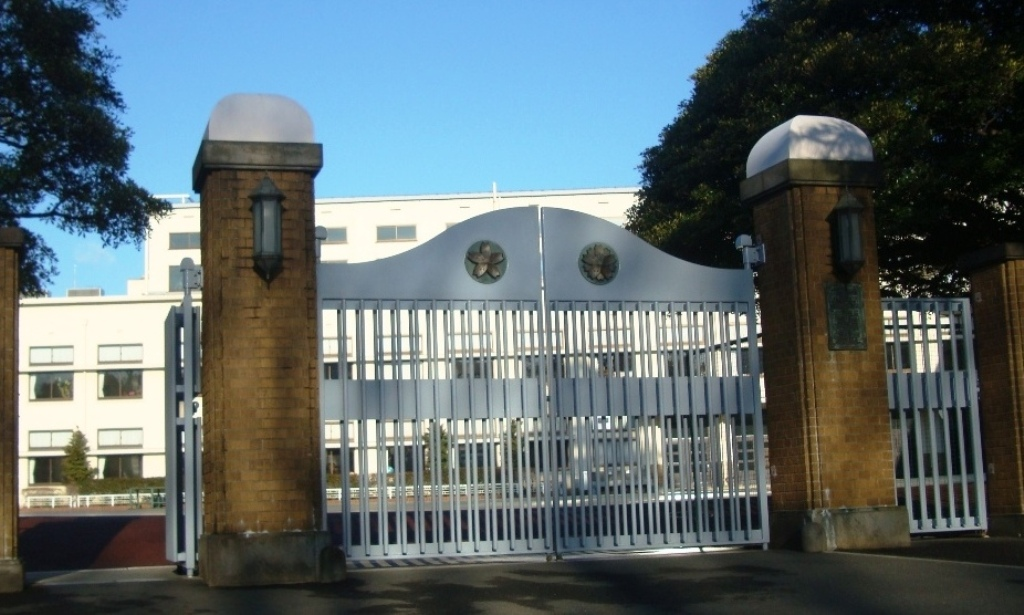
Kioyaki besucht die Gakushūin-Privatschule (mittlerweile eine Universität). Auch Mishima besuchte diese Schule.

Die Gakushūin-Privatschule ist die renommierteste Schule Tokios und speziell darauf ausgerichtet, junge Aristokraten auf ihre Rolle als spätere Regierungsmitglieder Japans vorzubereiten. Sowohl Kiyoaki als auch Honda besuchen die Schule und werden dort beste Freunde.

#### Matsugae-Schrein
Der Schrein befindet sich auf einem Hügel am hinteren Ende des Matsugae-Anwesens. Iinuma betet dort jeden Tag, um seine sexuelle Lust nach Miné, einem minderjährigen Mädchen, zu „heilen.“

#### Merton College, Oxford
Das Merton College der University of Oxford im Vereinigten Königreich ist das College, an das Marquis Matsugae seinen Sohn Kioyaki senden möchte, um ihn von seinem Liebeskummer abzulenken. Der Plan scheitert jedoch. Realistisch betrachtet würde Kioyaki aufgrund seiner schlechten Schulleistungen nicht am Merton College angenommen werden, sondern – nach Einschätzung seiner Mutter – höchstens an Universitäten in Kyoto und Tōhoku. Sein Vater ist mit dem Schulleiter aber seit Kindheitsjahren befreundet.

#### Kaiserlicher Palast
Der Kaiserpalast ist der Wohnsitz des Tennō und seiner Gemahlin, lebender Symbole der traditionellen japanischen Gesellschaft. In dem Palast findet jährlich ein Gedichtswettbewerb statt, welcher nach Aussagen Kiyoakis jedoch mehr nach dem sozialen Status entschieden wird als nach den wirklichen Schreibkünsten.

#### Bahnhof Shimbashi
Der Bahnhof Shimbashi ist der Knotenpunkt aller Zuglinien in Japan und beliebter Ausflugs- und Einkaufsort der Familien Ayakura und Matsugae. Es ist zugleich die Station, von der Satoko mitsamt ihrer Familie losfährt, um den Arzt für ihren Schwangerschaftsabbruch zu konsultieren. Somit ist es auch der letzte Ort, an dem Kiyoaki Satoko sehen wird, wenn auch nur aus der Ferne.

### Objekte und Konzepte

#### Hossō-shū
Hossō-shū ist eine bestimmte Schulrichtung des japanischen Buddhismus und das Pendant zum chinesischen Faxiang. Seine zentrale Lehre liegt darin, dass die gesamte Existenz auf dem rein subjektiven Bewusstsein basiert. Nicht nur ist Hossō-shū die Richtung, die im Gesshu-Tempel praktiziert wird, auch die meisten von Kiyoakis Familienmitgliedern gehören der Richtung an. Unter anderem deshalb entscheiden sie sich auch gegen ein Eindringen in den heiligen Ort.

#### Alligatorschildkröten
Die Alligatorschildkröten leben im Teich nahe dem Matsugae-Anwesen. Ein Freund des verstorbenen Großvaters Kiyoakis schenkte diesem 100 Schildkröten, damit dieser ihr Fleisch essen kann, welches der Legende nach Kranke gesund pflegt. Aufgrund von Geschichten der Bediensteten, die Schildkröten könnten einen Menschen wie Piranhas innerhalb von Sekunden verspeisen, hat Kiyoaki Angst vor diesen Reptilien.

#### Rikscha
Die Rikscha als Gefährt kommt an mehreren Stellen der Geschichte vor. Am prominentesten ist dabei die Fahrt durch den Schnee, bei der Kiyoaki und Satoko ihren ersten Kuss austauschen.

## Hinweise zur Interpretation
Wie bei den meisten Werken Mishimas, kann auch Schnee im Frühling in vielerlei Hinsicht gedeutet werden. Die aufgelisteten Themen sind auch keinesfalls abschließend und bis heute werden jährlich neue Publikationen veröffentlicht, die die Handlung anders analysieren.
In seiner Schreibnotiz hinterließ Mishima derweil 10 eher kryptische Hinweise, die seine persönlichen Interpretation der Ereignisse entschlüsseln sollen:
- Wie ist Kioyakis Persönlichkeit am Anfang des Romans? Wie, wann und wieso ändert sich diese?
- Vergleiche die Persönlichkeiten der Bediensteten Tadeshina und Iinuma. Wo ähneln sie sich, wo nicht?
- Vergleiche den Charakter des Grafen Ayakura mit dem Marquis Matsugaes. Inwiefern ähneln sie, inwiefern unterscheiden sie sich?
- Was motiviert Satoko dazu, plötzlich dem Kloster beizutreten?
- Gibt es feste Anhaltspunkte, dass Satoko Kiyoaki mit derselben Intensität liebt, wie er sie?
- Wieso versucht Tadeshina Suizid zu begehen?
- Wie ist die Reaktion von Kiyoakis Eltern, als sie von der Schwangerschaft Satokos erfahren?
- Wie spielt die soziale Rolle in die Wertung des jährlichen Gedichtwettbewerbs mit hinein?
- Ist Kiyoakis Tod mit 20 ein Suizid gewesen?

## Erklärung des Titels
In Japan gilt der Frühling allgemeinhin als die Jahreszeit der Liebe. Schnee hingegen wird durch seine kalte, lebensbedrohliche Präsenz mit dem Tode in Verbindung gebracht. Die Verbindung zwischen Liebe und Tod ist ein prominentes Thema in Mishimas Bibliografie und auch zentraler Bestandteil des Romans. Auch die Liebesbeziehung zwischen Kiyoaki und Satoko beginnt im Frühling 1913 und endet im Winter 1914 durch ihre Flucht in das Kloster und seinen Tod.

## Hintergrund

### Schreibprozess und Inspirationen

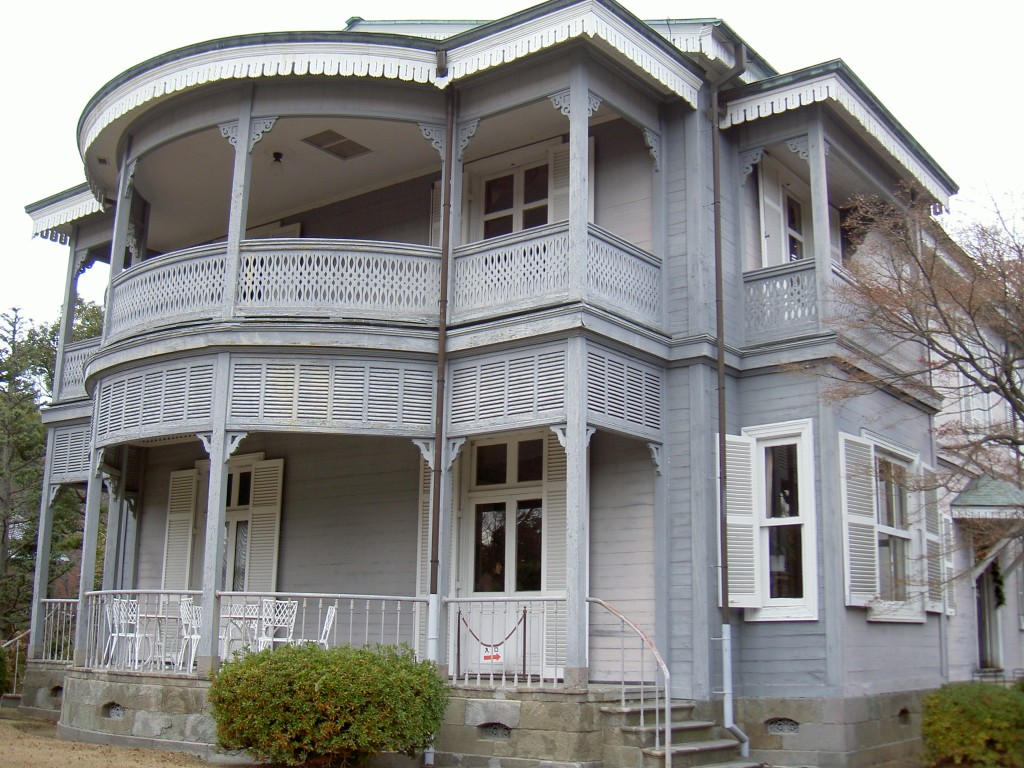
Nachbildung der Residenz von Saigō Tsugumichi im Meiji Mura. Sie gilt als das optische Vorbild für das Matsugae-Anwesen.

Mishima schrieb an Schnee im Frühling vom Juni 1965 bis zum November 1966. Selbst erklärtes Ziel war es, Shakespeares Tragödie Romeo und Julia neu zu interpretieren.
Für die verschiedenen Schauorte des Romans reiste der Autor quer durch Japan, um sich für deren visuelle Beschreibung Inspiration einzuholen. Der Gesshu-Tempel ist dem Enshō-ji-Tempel in Nara nachempfunden, den Mishima am 26. Februar 1965 besuchte. Für das westlich aussehende Anwesen der Matsugae-Familie ließ sich Mishima durch die Residenz Saigō Tsugumichis inspirieren, die im Meiji Mura wieder aufgebaut wurde. Zu diesem Zwecke besuchte Mishima am 18. März 1965 die Eröffnungsfeier.
Die Villa wurde der Erzählung nach von Toshinari Maeda, einem Markgrafen und sechzehnten Oberhaupt des Maeda-Klans, unter dem Namen „Villa Wang Wei“ erbaut. Mishimas Großvater mütterlicherseits, Kenzō Hashi, sowie dessen Vorfahren dienten dem Maeda-Klan über mehrere Generationen.
Mishima war es für die Tetralogie ein hohes Anliegen, historisch akkurat zu sein. Dementsprechend sprechen die Figuren in Schnee im Frühling tatsächlich in einem Sprachduktus, der Mishima zufolge „in den folgenden zehn Jahren völlig aussterben wird.“ Da der Nachfolgeroman Unter dem Sturmgott im Jahr 1932 und damit achtzehn Jahre später spielt, verwendet Mishima in diesem andere Spracheigenheiten.

### Veröffentlichung
Der Roman erschien am 5. Januar 1969 beim japanischen Verlag Shinchosha. Eine Taschenbuchfassung folgte am 30. Juli 1977 (Neuauflage 2002).
Eine deutsche Übersetzung von Siegfried Schaarschmidt erschien 1985 beim Carl Hanser Verlag (ISBN 3-446-14395-5), sowie 1987 eine sublizenzierte Taschenbuchausgabe beim Goldmann Verlag (ISBN 3-442-08856-9).
Eine englische Übersetzung von Michael Gallagher mit dem Titel Spring Snow―The Sea of Fertility wurde 1971 von Knopf verlegt. Das Werk wurde in die UNESCO-Sammlung repräsentativer Werke zur Übersetzung ins Englische aufgenommen.

## Rezensionen

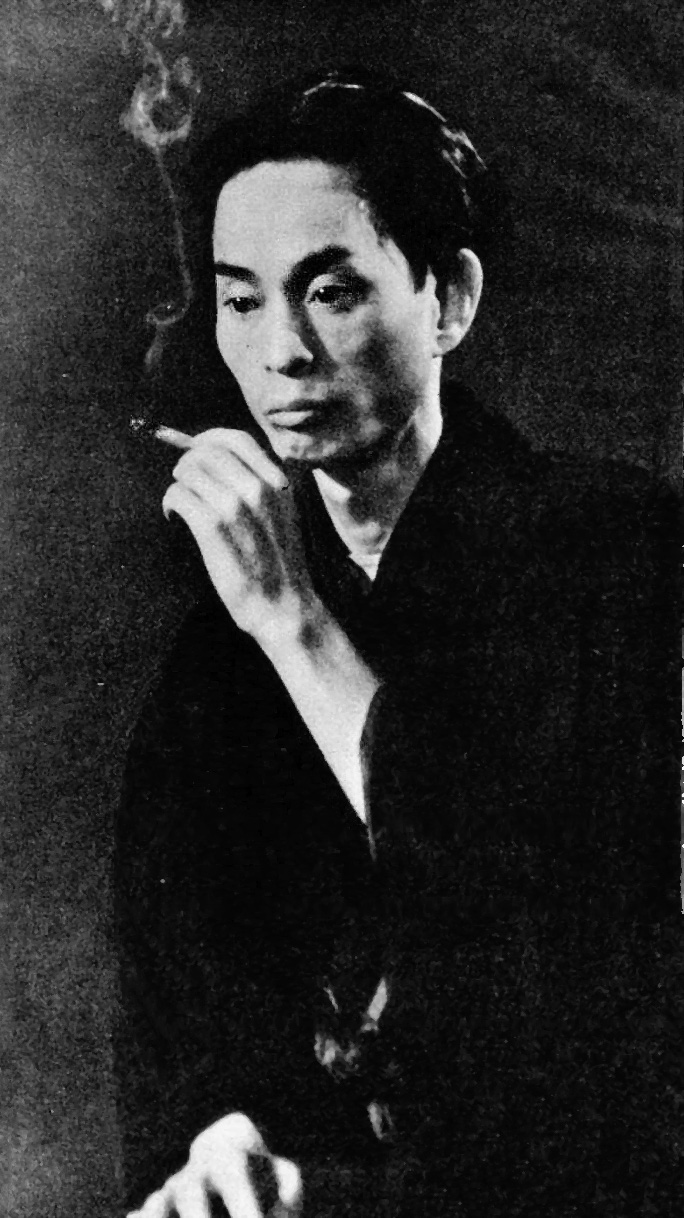
Kawabata Yasunari bezeichnete Schnee im Frühling zusammen mit Die Todesmale des Engels als die „besten japanischen Romane aller Zeiten.“

Schnee im Frühling wurde bereits zu seinem Erscheinen als Meisterwerk betitelt und empfing international hohes Lob. Positive Rezensionen schrieben unter anderem Hideaki Oketani, Hirotoshi Fukuda, Okuno Takeo, Saeki Shōichi, Agawa Hiroyuki, Ichiro Murakami, Hideo Takashi und Takehiko Noguchi. Shibusawa Tatsuhiko nannte es gar die „beste Errungenschaft der Nachkriegsliteratur.“ Kawabata Yasunari bezeichnete Schnee im Frühling und Die Todesmale des Engels als die „besten japanischen Romane aller Zeiten.“
Auch in neueren Kritiken ist der Roman ein Erfolg. Kirkus Reviews schreibt: „Mishimas Roman beginnt langsam und nimmt ab der zweiten Hälfte erheblich an Fahrt auf, mit Einschüben von verschmitztem Humor zwischendurch sowie dem tragischen Finale.“ Hortense Calisher schreibt für The New York Times, dass Schnee im Frühling Anerkennung gebührt für „seine fabelhafte Darstellung und Philosophie und für seine Detailgetreuheit, ohne Frage partiell recherchiert, aber die Lebhaftigkeit und das Wissen des Autors sind eindeutig.“ Charles Solomon schrieb 1990: „Die vier Bücher bilden bis heute eines der hervorragendsten literarischen Machwerke des 20. Jahrhunderts und eine ausgezeichnete Zusammenfassung des Lebens und Schaffens des Autors selbst.“
In seiner 2014 veröffentlichten Kritik für The Bubble lobte Yasser Nasser Schnee im Frühling als den besten Band der Tetralogie und „einer dieser Romane des letzten Jahrhunderts, der nahezu perfekt geschrieben ist und eine einzigartige Tragik der japanischen Literatur einfängt. […] Mishima umgeht geschickt jede Verzweigung ins Melodramatische.“ Nasser sagte, das Buch sei tonal konsistent und halte sich an sein Narrativ „ohne in traumähnliche Beschreibungen abzuschweifen wie Yasunari Kawabata.“ Ein Autor für The Quill schreib, Mishima zeige in Schnee im Frühling „die schiere Schönheit und Power, die japanische Poesie haben kann.“ Eine im Buch vorkommende Rede über Geschichte hielt er für „vergleichbar mit Shakespeares Sein oder Nichtsein.“
The Daily Telegraph nahm Schnee im Frühling 2014 in ihre Liste der 10 besten asiatischen Romane aller Zeiten auf.

## Referenzen zu anderen Werken
Als eine seiner letzten Hinterlassenschaften, ist Schnee im Frühling voll mit Referenzen an Werke, die Mishima persönlich viel bedeutet haben.
- In Kiyoakis Schlafzimmer sind verschiedene Gedichte des chinesischen Dichters Han-Shan verteilt.
- Die Kabuki-Aufführungen, die Kiyoaki, die Prinzen, Honda und Satoko besuchen, sind Renjishi von Kawatake Mokuami und Yoshitsune Senbon Zakura von Takeda Izumo I. Ersteres handelt von zwei verfeindeten Generälen während der Kamakura-Zeit, letzteres vom Taira-Klan.
- Iinuma nennt als seine Lieblingsbücher die Werke von Han Fei, Testament der Treue von Asami Keisai, Die  achtzehn Geschichten und Kommentare zu den  Vier Klassikern. Auch das Gedicht Gesang eines edlen Herzens von Kayo Honen wird genannt.
- Der Marquis spricht davon, wie er Das Grün der Pinien auf dem Klavier spielte, während er von einer Koto und einem Shamisen begleitet wurde.
- Als Kinder schrieben Kiyoaki und Satoko die Strophen aus Ogura Hyakunin Isshu, einem Hyakunin Isshu, auf Karten, um daraus ein Kartenspiel zu basteln. Unter den Dichtern befinden sich unter anderem Ōnakatomi no Yoshinobu und Minamoto no Shigeyuki.
- Prinz Pattanadid erzählt eine Geschichte aus seiner liebsten Jataka-Sammlung.
- Honda hört die Äbtissin über Triṃśikā-vijñaptimātratā und Mahāyānasaṃgraha des berühmten Philosophen Asanga reden.
- Das „Monster“ trägt stets ein Buch von Giacomo Leopardi mit sich.
- Honda liest in seiner Juravorlesung Kita Ikkis politische, radikale Abhandlung Kokutairon und reiner Sozialismus, kann sich aber nicht mit den starken Ideen des Autors identifizieren. Dies dient zugleich als Überleitung in den nächsten Roman Unter dem Sturmgott.

## Notiz
- Bis kurz nach dem Zweiten Weltkrieg wurde das Alter in Südostasien und großen Teilen Japans darin gemessen, in wie vielen verschiedenen Jahren man gelebt hat; das heißt nicht nach Geburtstagen. Kiyoaki und Honda wurden folglich im Jahr 1895 geboren und Satoko im Jahr 1893.

## Adaptionen
Von dem Werk gibt es mehrere japanische Bühnenfassungen, wobei die erste bereits 1969 im Tokioter Theater Geijutsuza aufgeführt wurde. Weitere Aufführungen fanden 1973 im Nissay Theatre statt. Die Takarazuka Revue führte eine Adaption Ende 2012 auf.
Vom 27. Februar bis 3. April 1970 lief auf Fuji TV eine Bearbeitung als 6-teilige Fernsehserie (Dorama). Am 29. Oktober 2005 lief in den japanischen Kinos eine Verfilmung von Regisseur Isao Yukisada an.
Zudem erschien im Februar 2006 eine Adaption als Manga beim Verlag Shufu to Seikatsu-sha (ISBN 4-391-13199-4) und am 23. März 2008 eine Neuauflage bei Chūō Kōron Shinsha (ISBN 978-4-12-205001-3). Die textliche Bearbeitung stammt von Riyoko Ikeda und die Zeichnungen von Erika Miyamoto.
Der japanische Schauspieler Raizō Ichikawa VIII. äußerte seinen Wunsch, vor seinem Ableben Schnee im Frühling aufführen zu können. Aufgrund seines sich stetig verschlechternden gesundheitlichen Zustandes und seines Todes im Juli 1969 konnte das Vorhaben aber nie realisiert werden.